# Liste der Biografien/Mes
Liste der Biografien |
Portal Biografien |
Personensuche
# |
A |
B |
C |
D |
E |
F |
G |
H |
I |
J |
K |
L |
M |
N |
O |
P |
Q |
R |
S |
T |
U |
V |
W |
X |
Y |
Z |
?
 
Ma |
Mb |
Mc |
Md |
Me |
Mf |
Mg |
Mh |
Mi |
Mj |
Mk |
Ml |
Mm |
Mn |
Mo |
Mp |
Mq |
Mr |
Ms |
Mt |
Mu |
Mv |
Mw |
Mx |
My |
Mz
 
Mea–Mee |
Mef |
Meg |
Meh |
Mei |
Mej |
Mek |
Mel |
Mem |
Men |
Meo |
Mep |
Mer |
Mes |
Met |
Meu |
Mev |
Mew |
Mex |
Mey |
Mez
Die Liste der Biografien führt alle Personen auf, die in der deutschsprachigen Wikipedia einen Artikel haben. Dieses ist eine Teilliste mit 693 Einträgen von Personen, deren Namen mit den Buchstaben „Mes“ beginnt.

## Mes
- Mes, Gherardus, franko-flämischer Komponist der Renaissance
- Mes, Oleksij (1993–2024), ukrainischer Kampfpilot
- Mes, Peter (1943–2025), deutscher Jurist

### Mesa
- Mesa Luaces, Liana (* 1977), kubanische Volleyballspielerin
- Mesa Ruiz, Carlos Germán (* 1943), kolumbianischer Geistlicher, emeritierter römisch-katholischer Bischof von Socorro y San Gil
- Mesa Soto, Simón (* 1986), kolumbianischer Filmemacher
- Mesa Villa, Ana († 2023), spanische Handballspielerin
- Mesa, Álvaro Lenier (* 1989), kubanischer Liedermacher
- Mesa, Antonio (1895–1949), dominikanischer Sänger
- Mesa, Arnaldo (1967–2012), kubanischer Boxer
- Mesa, Bernardo de († 1524), spanischer Dominikaner, römisch-katholischer Bischof und Diplomat
- Mesa, Carlos (* 1953), bolivianischer Politiker und StaatspräsidentCarlos Mesa (* 1953)

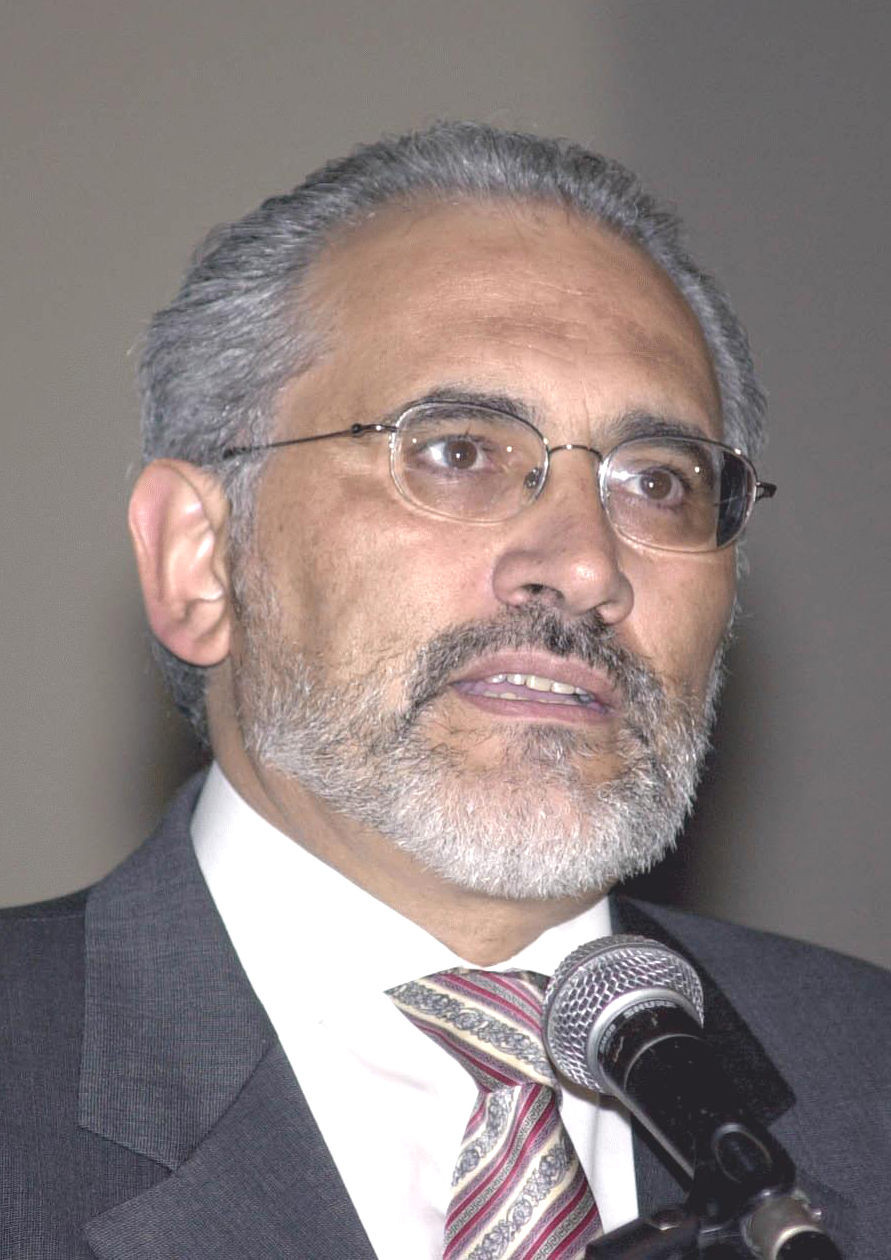
Carlos Mesa (* 1953)

- Mesa, Carlos (* 1955), kolumbianischer Radrennfahrer
- Mesa, Raúl (* 1982), spanischer Beachvolleyballspieler
- Mesa, Roque (* 1989), spanischer Fußballspieler
- Mesa, Sara (* 1976), spanische Schriftstellerin und JournalistinSara Mesa (* 1976)

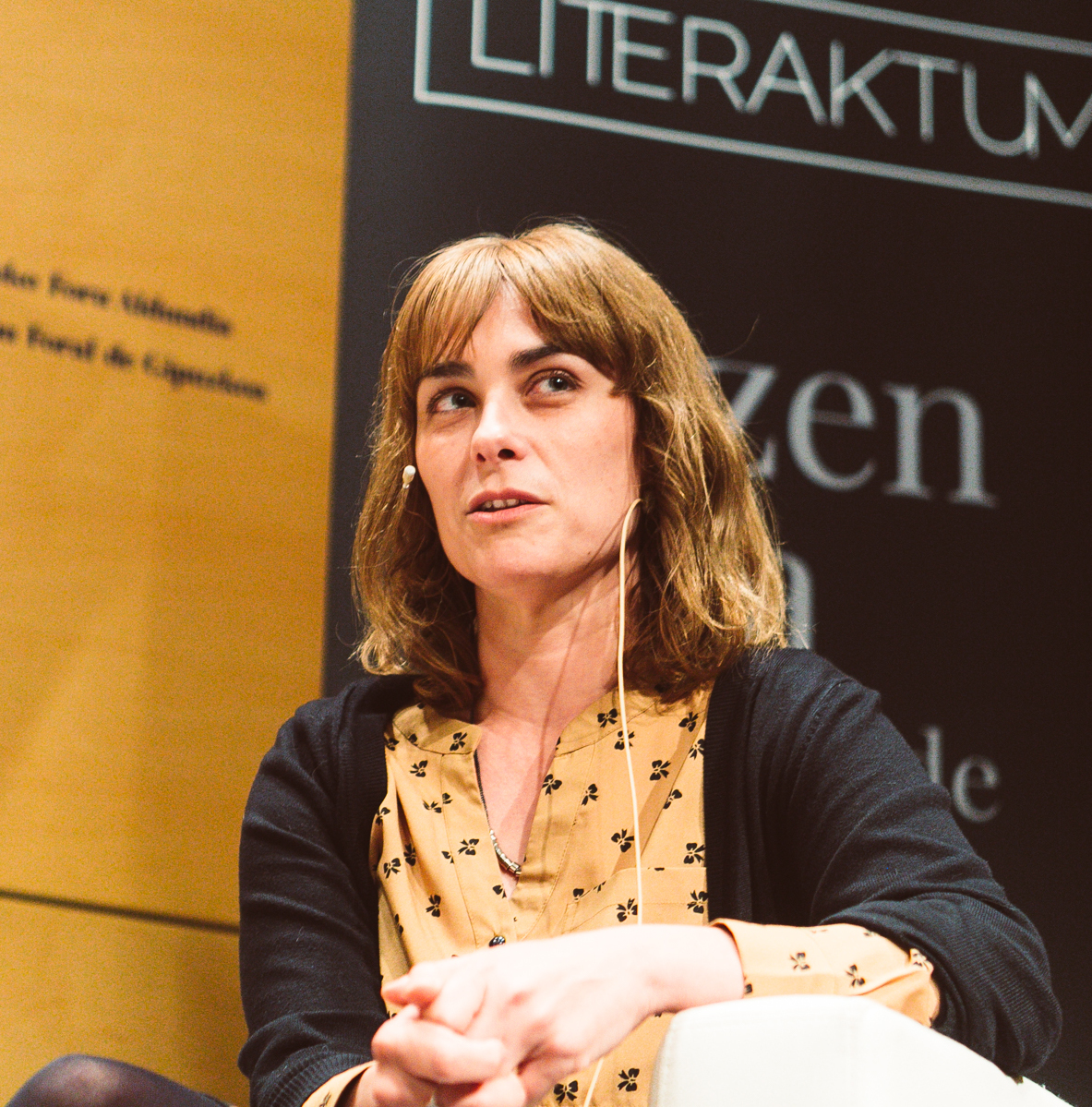
Sara Mesa (* 1976)

- Mesa-Lago, Carmelo (* 1934), kubanoamerikanischer Wirtschaftswissenschaftler
- Mesaglio, Diego (* 1984), argentinischer Schauspieler
- Mesak, Mirjam (* 1990), estnische Opern- und Konzertsängerin (Sopran)
- Mesaka, Silvestre (* 1978), äquatorialguineischer Fußballspieler
- Mesaljić, Hule (* 1971), bosnischer Turbofolksänger
- Mesalla, Horst (1935–2023), deutscher Theaterwissenschaftler, Musikwissenschaftler und Betriebswirt
- Mesander, Hermann († 1640), Pastor und Dichter
- Mésange, Jean (1928–1999), französischer Autorennfahrer
- Mešanović, Muris (* 1990), bosnisch-herzegowinischer Fußballspieler
- Mešár, Filip (* 2004), slowakischer Eishockeyspieler
- Mesaroš, Bela (1952–2022), jugoslawischer bzw. serbischer Tischtennis- und Schachspieler
- Mesaroš, Kristijan (* 1988), kroatischer Tennisspieler
- Mesarosch, Robin (* 1991), deutscher Politiker (SPD)
- Mesarovic, Mihajlo D. (* 1928), serbischer Wissenschaftler
- Mesas, Barthélémy (1931–2012), französischer Fußballspieler

### Mesb
- Mesbah, Djamel (* 1984), französisch-algerischer Fußballspieler
- Mesbah, Hesham (* 1982), ägyptischer Judoka

### Mesc
- Mescal, Paul (* 1996), irischer SchauspielerPaul Mescal (* 1996)

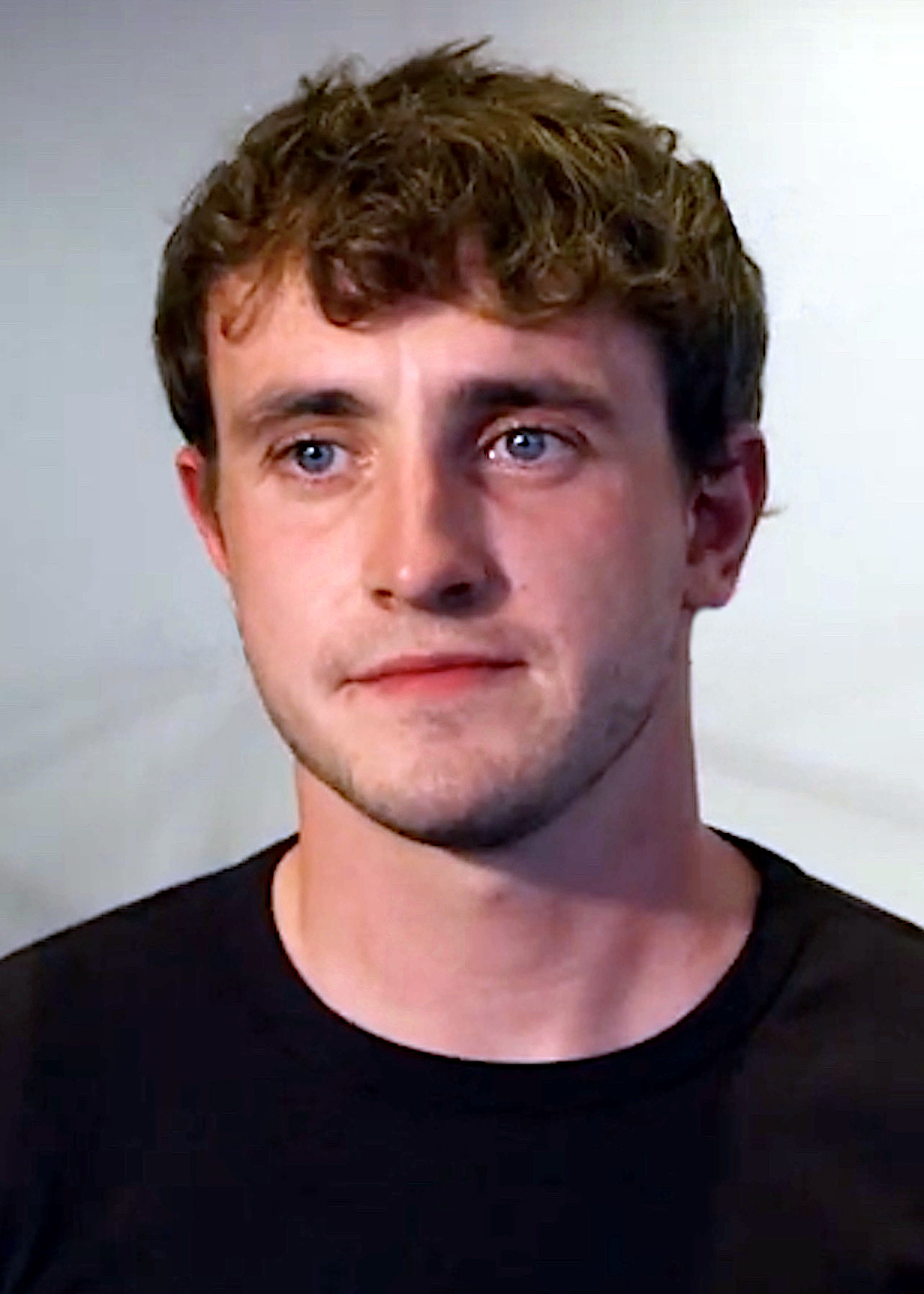
Paul Mescal (* 1996)

- Mescall, John J. (1899–1962), US-amerikanischer Kameramann
- Mesch, Alexander (* 1973), deutscher Wasserspringer
- Mesch, Borg (1869–1956), schwedischer Fotograf und Bergsteiger
- Mesch, Franz (1932–2024), deutscher Ingenieur, Professor für Mess- und Regelungstechnik
- Mesch, Hannah (* 2004), deutsche Fußballspielerin
- Mesch, Heinrich (1881–1938), deutscher Politiker (SPD)
- Mesch, Herbert (1935–2016), deutscher Sachbuchautor, Schriftsteller und Talpaloge
- Mesch, Stefan (* 1983), deutscher Journalist, Herausgeber und Übersetzer
- Mesch, Walter (* 1964), deutscher Philosoph und Philosophiehistoriker
- Mescha, König von Moab (um 850 v. Chr.)
- Meschack, Elia (* 1997), kongolesischer Fußballspieler
- Meschede, Bernhard von († 1503), Domdechant und Domherr in Münster
- Meschede, Dieter (* 1954), deutscher PhysikerDieter Meschede (* 1954)

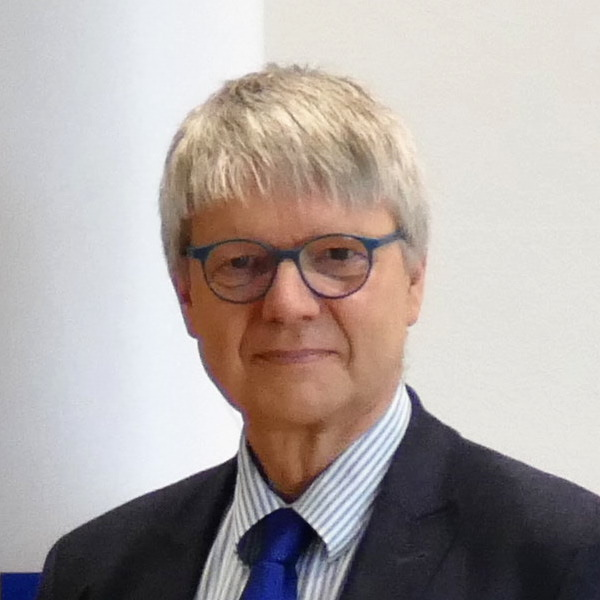
Dieter Meschede (* 1954)

- Meschede, Dietrich von († 1545), Domherr in Münster
- Meschede, Franco von, Scholaster am Stift Meschede, geistlicher Autor und Kanzler
- Meschede, Friedrich (* 1955), deutscher Kunsthistoriker und Kurator für zeitgenössische Kunst
- Meschede, Götz, deutscher Tischtennisspieler
- Meschede, Kracht von († 1455), Domherr in Münster
- Meschede, Laura (* 1994), deutsche Journalistin
- Meschede, Martin (* 1957), deutscher Geologe
- Meschede, Rouven (* 1991), deutscher Fußballspieler
- Meschendörfer, Adolf (1877–1963), siebenbürgisch-sächsischer Schriftsteller
- Meschendörfer, Harald (1909–1984), siebenbürgisch-sächsischer Maler und Grafiker
- Meschenko, Jurij (1892–1969), sowjetisch-ukrainischer Bibliograf, Literaturwissenschaftler, Historiker und Sammler
- Meschenmoser, Christoph (* 1983), deutscher Radrennfahrer
- Meschenmoser, Sebastian (* 1980), deutscher Künstler und Kinderbuchautor
- Mescheraup, Pjotr Christoforowitsch (1895–1931), russisch-sowjetischer Testpilot
- Mescheriakova, Marina (* 1964), russische Opernsängerin (Sopran)
- Mes’chi, Leila (* 1968), georgische Tennisspielerin
- Meschi, Micheil (1937–1991), sowjetischer Fußballspieler
- Meschik, Ina (* 1990), österreichische Snowboarderin
- Meschik, Lukas (* 1988), österreichischer Schriftsteller
- Meschin, Ranulph le, 1. Earl of Chester (1074–1129), anglo-normannischer Adliger
- Meschinet, Hervé (* 1959), französischer Jazzmusiker (Saxophone, Flöte)
- Meschini, Francesco (1762–1840), Schweizer Architekt, Ingenieur und Politiker
- Meschinot, Jean (1420–1491), französischer Dichter
- Meschkan, Franz (1881–1951), österreichischer Requisiteur, Bühnenbildner und Filmarchitekt
- Meschkat, Klaus (* 1935), deutscher Soziologe
- Meschkat-Peters, Sabine, deutsche Historikerin
- Meschke, Benjamin (* 1991), deutscher Handballspieler
- Meschke, Edmund (1936–2007), deutscher Kinderdarsteller und Laien-Schauspieler
- Meschke, Ilka (* 1976), deutsche Malerin
- Meschke, Kurt (* 1934), deutscher Fußballspieler
- Meschke, Lutz (* 1966), deutscher Manager
- Meschkini, Ali († 2007), schiitischer Geistlicher mit dem religiösen Titel Ajatollah und iranischer Politiker
- Meschko, Kateryna († 1991), ukrainische politische Aktivistin
- Meschkow, Alexei Jurjewitsch (* 1959), russischer Botschafter
- Meschkow, Leonid Karpowitsch (1916–1986), sowjetischer Schwimmer
- Meschkow, Nikolai Wassiljewitsch (1851–1933), russischer Unternehmer und Mäzen
- Meschkow, Wjatscheslaw Wassiljewitsch (* 1958), russischer Handballspieler und -trainer
- Meschkowa, Wiktorija Wladislawowna (* 2000), russische Sportkletterin
- Meschkowski, Herbert (1909–1990), deutscher Mathematiker
- Meschkuleit, Maya (* 2001), kanadische Ruderin
- Meschlauk, Iwan Iwanowitsch (1891–1938), sowjetischer Politiker
- Meschlauk, Waleri Iwanowitsch (1893–1938), sowjetischer Politiker und Vorsitzender von Gosplan (1934 bis 1937)
- Meschler, Moritz (1830–1912), Schweizer Schriftsteller und Ordensgeistlicher
- Meschnig, Alexander (* 1965), österreichischer Politikwissenschaftler und Publizist
- Meschonnic, Henri (1932–2009), französischer Lyriker, Sprachtheoretiker und Übersetzer
- Meschtschaninow, Artjom Olegowitsch (* 1996), russischer Fußballspieler
- Meschtschaninow, Iwan Iwanowitsch (1883–1967), sowjetischer Sprachwissenschaftler und Archäologe
- Meschtschanow, Alexej (* 1973), bildender Künstler und Bildhauer
- Meschtscherjakov, Alexander (* 1972), österreichischer Informatiker
- Meschtscherjakow, Nikolai Kusmitsch (1935–2011), sowjetischer Biathlet
- Meschtscherjakow, Nikolai Leonidowitsch (1865–1942), russischer Schriftsteller, Publizist und Revolutionär
- Meschtscherski, Iwan Wsewolodowitsch (1859–1935), russisch-sowjetischer Mathematiker
- Meschtscherski, Nikita Alexandrowitsch (1906–1987), russischer Philologe und Linguist
- Meschtscherski, Wladimir Petrowitsch (1839–1914), russischer Journalist und Schriftsteller
- Meschtscherskich, Stanislaw Nikolajewitsch (* 1949), sowjetisch-russischer Mittelstreckenläufer
- Meschullam ben Kalonymos, Rabbiner, Dezisor und Pijjut
- Meschutar, Andreas (1791–1865), österreichischer Priester, Lehrer und Staatsbeamter
- Meschwitz, Frank (* 1952), deutscher Fußballspieler
- Meschwitz, Friedrich Wilhelm (1815–1888), deutscher Forstinspektor
- Meschwitz, Heinrich (1869–1927), deutscher Offizier, Schriftsteller und Bibliothekar
- Mesçi, Köksal (* 1945), türkischer Fußballspieler und -trainer
- Mesçi, Tuncay (1947–2019), türkischer Fußballspieler

### Mesd
- Mesdag, Hendrik Willem (1831–1915), niederländischer Marinemaler
- Mesdag, Taco (1829–1902), niederländischer Bankier und Maler
- Mesdag-van Calcar, Geesje († 1936), niederländische Malerin, Radiererin und Grafikerin
- Mesdag-van Houten, Sientje (1834–1909), niederländische Malerin und Kunstsammlerin
- Mesdjeru, ägyptischer Beamter des Alten Reiches

### Mese
- Meseberg, Karl (1891–1919), deutscher Revolutionär
- Mesec Košir, Lovro (* 1999), slowenischer Sprinter
- Mesec, Luka (* 1987), slowenischer Politiker
- Mesec, Marjan (* 1947), jugoslawischer Skispringer
- Meseck, Felix (1883–1955), deutscher Maler und Grafiker
- Meseck, Willi (1894–1974), deutscher Politiker (SPD)
- Meseg, Dennis Josef (* 1979), deutscher Künstler
- Meseguer, Ona (* 1988), spanische Wasserballspielerin
- Meseguer, Silvia (* 1989), spanische Fußballspielerin
- Mesehti, altägyptischer Beamter, Bürgermeister von Assiut
- Mesek, Jon (* 1982), deutscher Singer-Songwriter
- Mesel, Amanuel (* 1990), eritreischer Langstreckenläufer
- Mesele, Worknesh (* 2001), äthiopische Mittelstreckenläuferin
- Meselson, Matthew (* 1930), US-amerikanischer Biologe
- Mesén, Álvaro (* 1972), costa-ricanischer Fußballspieler
- Mesen-Ka, altägyptischer Prinz der späten 2. Dynastie
- Mesenhöler, Daniel (* 1995), deutscher FußballtorwartDaniel Mesenhöler (* 1995)

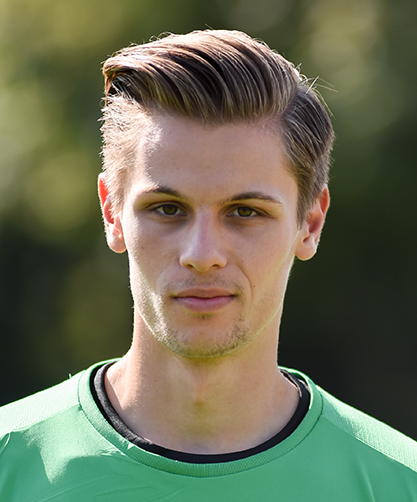
Daniel Mesenhöler (* 1995)

- Mesenich, Anton († 1682), römisch-katholischer Geistlicher
- Mesenkop, Louis (1903–1974), US-amerikanischer Filmtechniker und Spezialeffektekünstler
- Mesens, E. L. T. (1903–1971), belgischer Kunsthändler, Kunstkritiker und Maler des Surrealismus
- Mesenzew, Boris Sergejewitsch (1911–1970), sowjetischer Architekt und Hochschullehrer
- Mesenzew, Juri Borissowitsch (1929–1965), sowjetischer Raketeningenieur
- Mesenzew, Wladimir Petrowitsch (1781–1833), russischer General
- Mesenzewa, Galina Alexandrowna (* 1979), russische Biathletin
- Mesenzewa, Halyna (1923–1997), sowjetischer Archäologin, Museologin und Hochschullehrerin
- Mesenzow, Nikolai Wladimirowitsch (1827–1878), russischer General und Staatsmann
- Mesereau, Thomas (* 1950), US-amerikanischer Rechtsanwalt
- Meseritz-Edelheim, Margarete (1891–1975), deutsche Juristin, Journalistin und Frauenrechtlerin
- Meseroll, Kenneth (* 1952), US-amerikanischer Schauspieler und Synchronsprecher
- Meserón, Juan (1779–1842), venezolanischer Flötist und Komponist
- Meserve, Richard A. (* 1944), US-amerikanischer Physiker, Wissenschaftsorganisator und Anwalt
- Meservey, Robert (1921–2013), US-amerikanischer Physiker
- Meseth, Wolfgang (* 1970), deutscher Erziehungswissenschaftler und Hochschullehrer

### Mesf
- Mesfewi, Hadj Mohammed († 1906), marokkanischer SerienmörderHadj Mohammed Mesfewi († 1906)

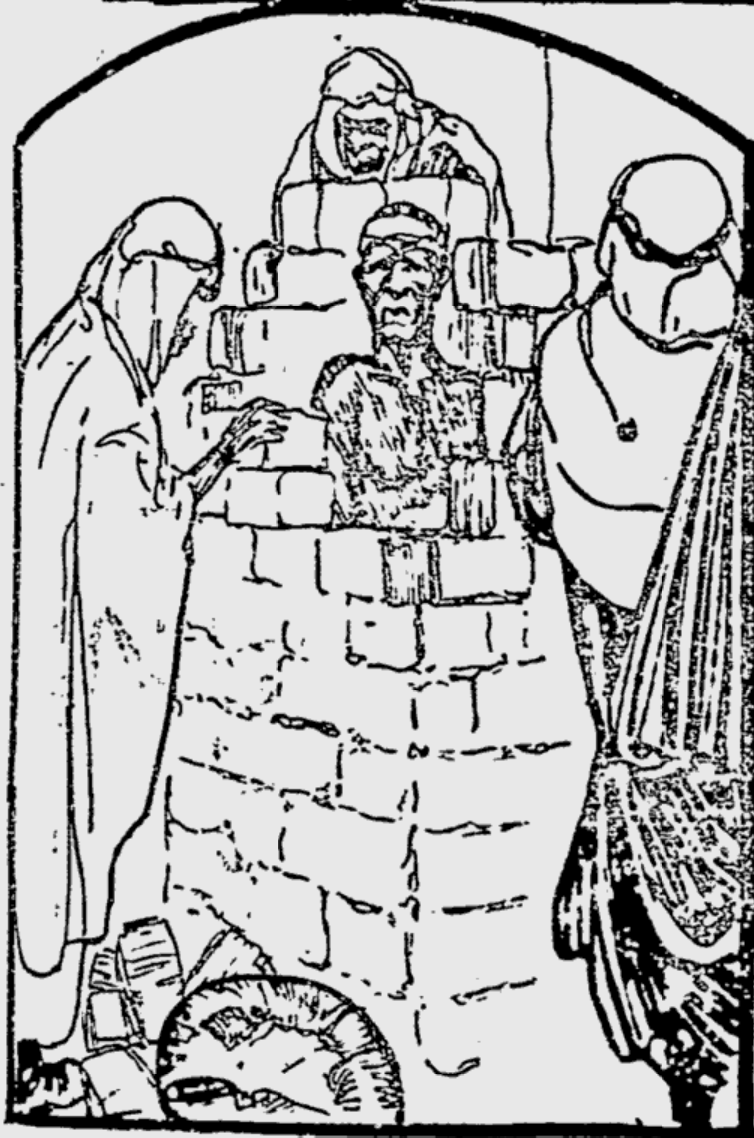
Hadj Mohammed Mesfewi († 1906)

- Mesfin, Nahom (* 1989), äthiopischer Hindernisläufer
- Mesfin, Seyoum (1949–2021), äthiopischer Politiker
- Mesfin, Tesfayohannes (* 1974), eritreischer Langstreckenläufer

### Mesg
- Mesgarha, Ahmad (* 1963), deutscher Schauspieler
- Mesghali, Farshid (* 1943), iranischer Grafiker und Illustrator
- Mesghena, Mekonnen, deutscher Journalist
- Mesghna, Jonathan (* 1989), deutscher Basketballspieler
- Mesgrigny, Joseph de (1653–1726), französischer Bischof
- Mesguich, Daniel (* 1952), französischer Schauspieler

### Mesh
- Meshaal, Mostafa (* 2001), katarischer Fußballspieler
- Meshaal, Sayed Abdou Mostafa (* 1942), ägyptischer Politiker
- Meshesha, Hirut (* 2001), äthiopische Mittelstreckenläuferin
- Meshi Zahav, Yehuda (1959–2022), israelischer Aktivist, Vorsitzender und Gründer von ZAKA
- Meshino, Ryōtarō (* 1998), japanischer Fußballspieler
- Meshino, Sōma (* 2001), japanischer Fußballspieler
- Meshkati, Samaneh (* 1997), iranische Grasskiläuferin
- Meshkatian, Parviz (1955–2009), iranischer Komponist und Santur-Spieler
- Meshorer, Yaʿaḳov (1935–2004), israelischer Numismatiker und Klassischer Archäologe
- Meshov, Arnold (1591–1667), deutscher römisch-katholischer Theologe, Geistlicher und Gymnasiallehrer
- Meshref, Dina (* 1994), ägyptische Tischtennisspielerin
- Meshref, Nihal (* 1970), ägyptische Tischtennisspielerin
- Meshullam da Volterra, italienisch-jüdischer Kaufmann und Reisender

### Mesi
- Mesi, Joe (* 1973), US-amerikanischer Boxer
- Mesi, Senida (* 1977), albanische Politikerin (PS) und Wirtschaftswissenschaftlerin
- Mesian, Alexandru (1937–2023), rumänischer Geistlicher, rumänisch griechisch-katholischer Bischof von Lugoj
- Mesías, Cristhofer (* 1998), chilenischer Fußballspieler
- Mesías, Juan Carlos (1933–2002), uruguayischer Fußballspieler
- Mesías, Pedro (1926–2007), chilenischer Pianist und Dirigent
- Mesić, Jasen (* 1972), kroatischer Politiker
- Mešić, Kemal (* 1985), bosnischer Kugelstoßer
- Mesić, Marko († 1713), kroatischer Pfarrer und Freiheitskämpfer
- Mešić, Mirnes (* 1978), bosnisch-herzegowinischer Fußballspieler
- Mešić, Muhamed (* 1984), bosnischer Jurist und Sprachentalent
- Mesić, Stjepan (* 1934), kroatischer StaatspräsidentStjepan Mesić (* 1934)

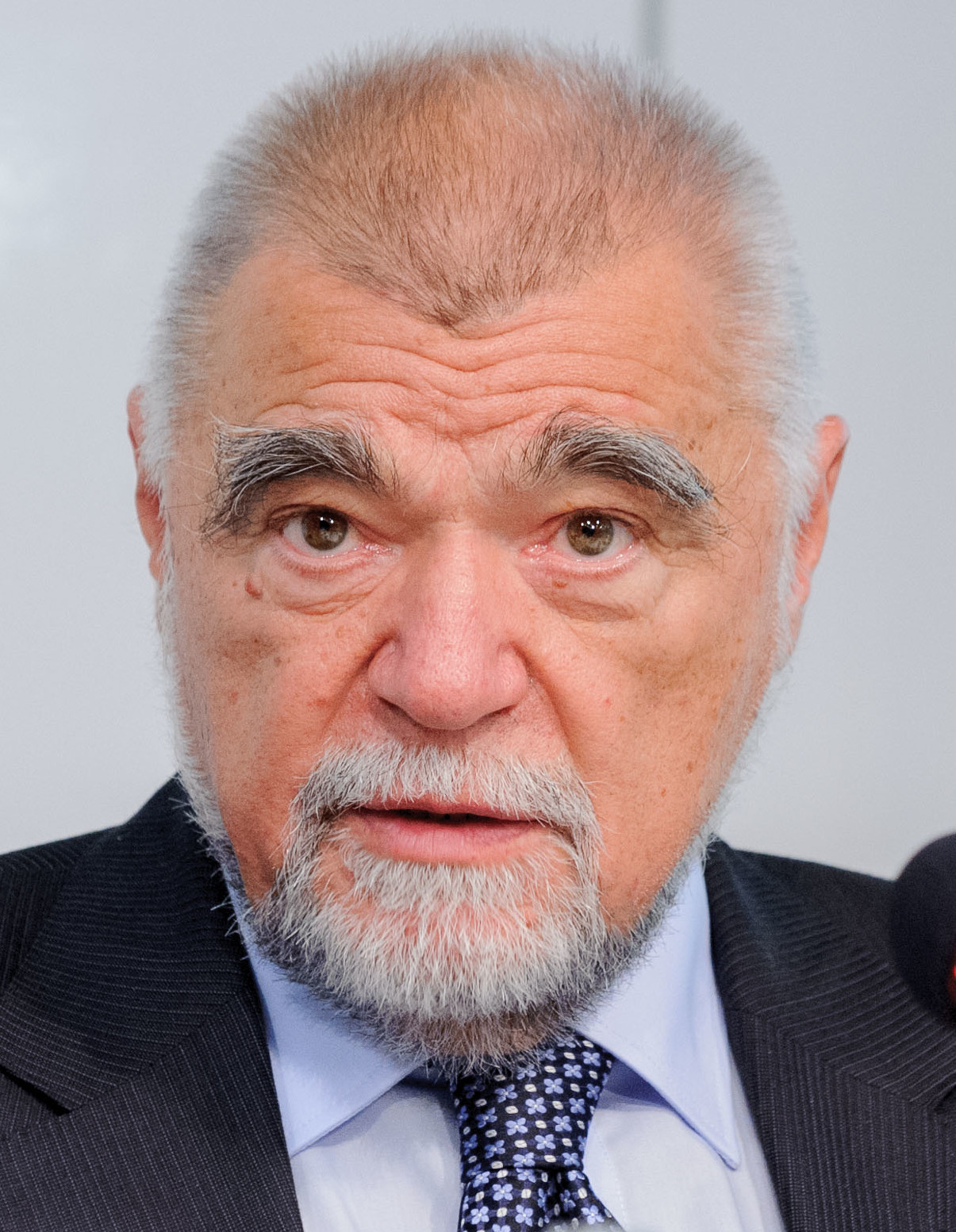
Stjepan Mesić (* 1934)

- Mesick, William S. (1856–1942), US-amerikanischer Politiker
- Mésidor, Max Leroy (* 1962), haitianischer Geistlicher, römisch-katholischer Erzbischof von Port-au-Prince
- Mesih Pascha († 1501), Großwesir des Osmanischen Reiches
- Mesík, Ivan (* 2001), slowakischer Fußballspieler
- Mesík, Martin (* 1979), slowakischer Skispringer
- Mesika, Miri (* 1978), israelische Popsängerin
- Mesíková, Tamara (* 2006), slowakische Skispringerin
- Mesilim, frühdynastischer König von Kiš
- Mesin, Andrej (* 1974), belarussisch-russischer Eishockeytorwart und -trainer
- Mesina, Antonia (1919–1935), italienische römisch-katholische Jungfrau, Märtyrerin und Selige
- Mesinas, Lucca (* 1996), peruanischer Surfer
- Mesinger, Fedor (* 1933), jugoslawischer bzw. serbischer Meteorologe
- Mesiona, Socrates (* 1963), philippinischer Geistlicher, Apostolischer Vikar von Puerto Princesa

### Mesj
- Mesjasz, Małgorzata (* 1997), polnische Fußballspielerin
- Mesjaz, Gennadi Andrejewitsch (* 1936), russisch-sowjetischer Physiker
- Mesjaz, Wadim Gennadijewitsch (* 1964), sowjetisch-russischer Physiker, Dichter, Schriftsteller und Publizist

### Mesk
- Mesk, Josef (1869–1946), österreichischer Klassischer Philologe
- Meskalamdug, König des sumerischen Stadtstaates Ur
- Meškank, Jan (1905–1972), sorbischer Lehrer, Schriftsteller und Volkskundler
- Meškank, Timo (* 1965), sorbischer Hochschullehrer, Historiker und Autor
- Meskaoui, Chérifa (* 1951), marokkanische Leichtathletin
- Meškauskas, Kazimieras (1917–2011), litauischer Ökonom und Hochschullehrer
- Meske, Bettina, deutsche Sängerin, Schauspielerin und MusicaldarstellerinBettina Meske

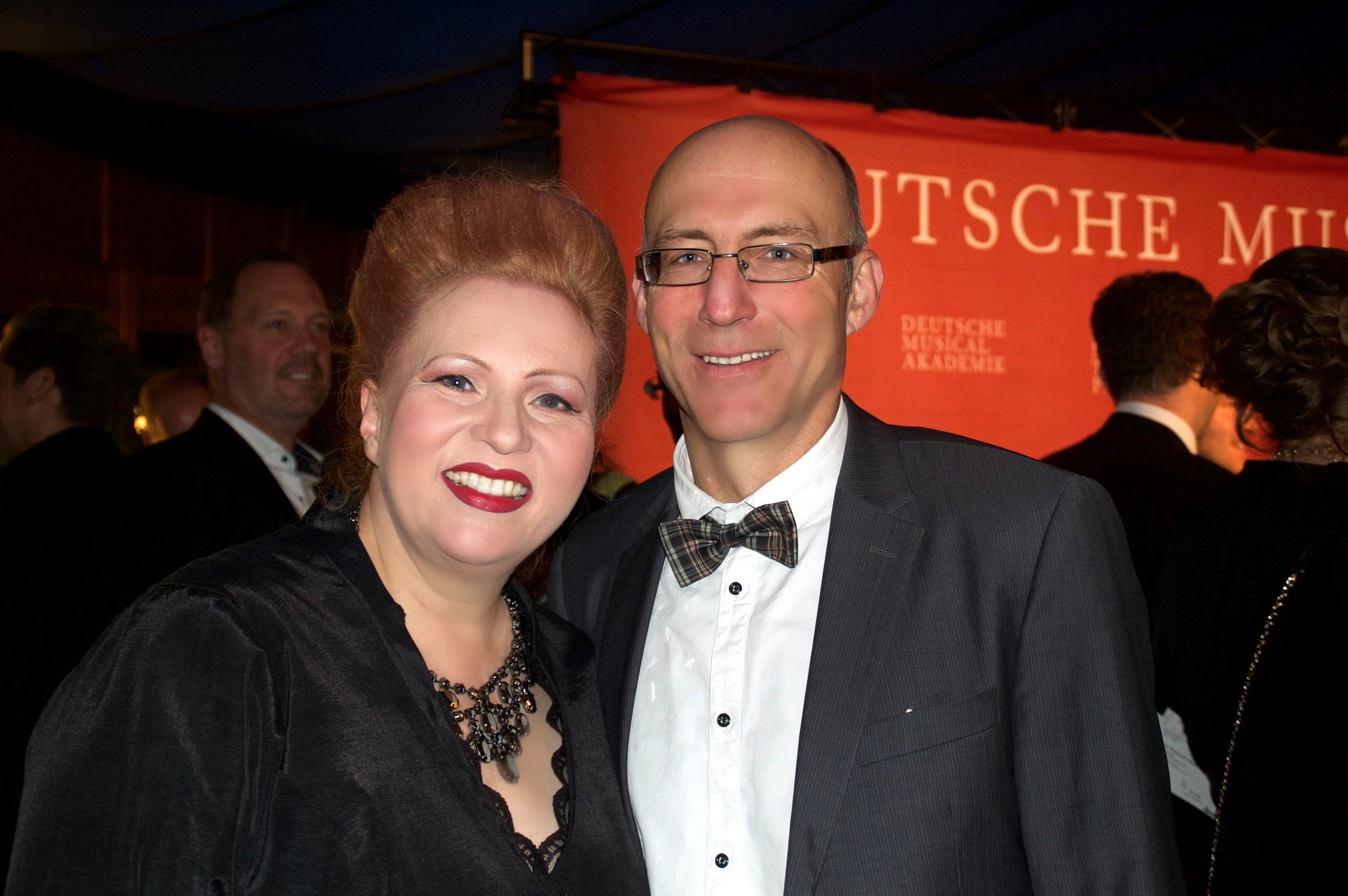
Bettina Meske

- Meske, Erich (1932–2009), deutscher Diplomat, Botschafter der DDR
- Meskell, Lynn (* 1967), australische Archäologin und Anthropologin
- Meskemper, Gottfried (1932–2015), deutscher Ingenieur der Elektrotechnik
- Mesker, Marcella (* 1959), niederländische Tennisspielerin
- Meškienė, Eugenija (1945–2008), litauische sozialdemokratische Politikerin
- Meskill, Thomas Joseph (1928–2007), US-amerikanischer Jurist und Politiker
- Meskimen, Jim (* 1959), US-amerikanischer Schauspieler und SynchronsprecherJim Meskimen (* 1959)

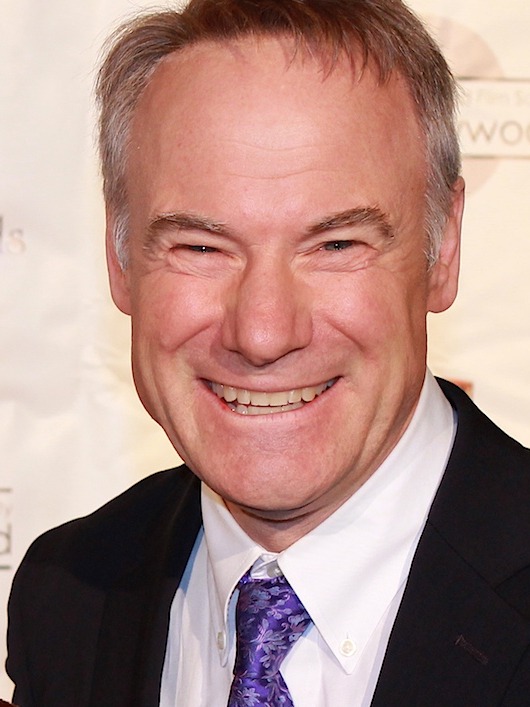
Jim Meskimen (* 1959)

- Meskine, Benamar (* 1973), algerischer Boxer
- Meskini, Iman (* 1997), norwegische Schauspielerin
- Mesko I., Herzog von Ratibor (1281–1290); Herzog von Teschen (1290–1315)
- Mesko von Felsö-Kubiny, Joseph (1762–1815), k. k. Feldmarschall-Lieutenant und Kommandeur des Maria Theresien-Ordens
- Meskó, Adam († 1734), ungarischer Jurist, Freiherr und Grundherr
- Meskó, Eva Maria († 1772), ungarische Aristokratin und Grundherrin
- Meško, Franc Ksaver (1874–1964), slowenischer katholischer Priester und Schriftsteller
- Meško, Gorazd (* 1965), slowenischer Sozialpädagoge und Kriminologe
- Meskó, László (1851–1922), ungarischer Politiker, Jurist und Obergespan
- Mesko, Zoltan (* 1986), US-amerikanischer American-Football-Spieler
- Meskouris, Konstantin (* 1946), griechischer Ingenieurswissenschaftler und Hochschullehrer
- Meškovs, Ņikita (* 1994), lettischer Schachspieler

### Mesl
- Meslang, Johann Bechtolt († 1585), Glockengießer
- Meslek, Ossama (* 1997), italienischer Mittel- und Langstreckenläufer
- Mesler, Steve (* 1978), US-amerikanischer Bobsportler
- Meslet, Alain (* 1950), französischer Radrennfahrer
- Mesli, Abdelkader (1902–1961), französischer Imam und Mitglied der Résistance
- Meslier, Illan (* 2000), französischer Fußballtorhüter
- Meslier, Jean (1664–1729), französischer Pfarrer und Kirchenkritiker der Frühaufklärung
- Meslot, Damien (* 1964), französischer Politiker
- Mesloub, Walid (* 1985), algerisch-französischer Fußballspieler

### Mesm
- Mesmaecker, Jaqueline (1929–2023), belgische Künstlerin
- Mesman, Ferry (1925–2003), niederländischer Fußballspieler
- Mesmay, Benoît de (* 1961), französischer Jazzmusiker (Piano, Komposition)
- Mesmer, Beatrix (1931–2015), Schweizer Historikerin
- Mesmer, Franz Anton (1734–1815), deutscher Arzt, Begründer des MesmerismusFranz Anton Mesmer (1734–1815)

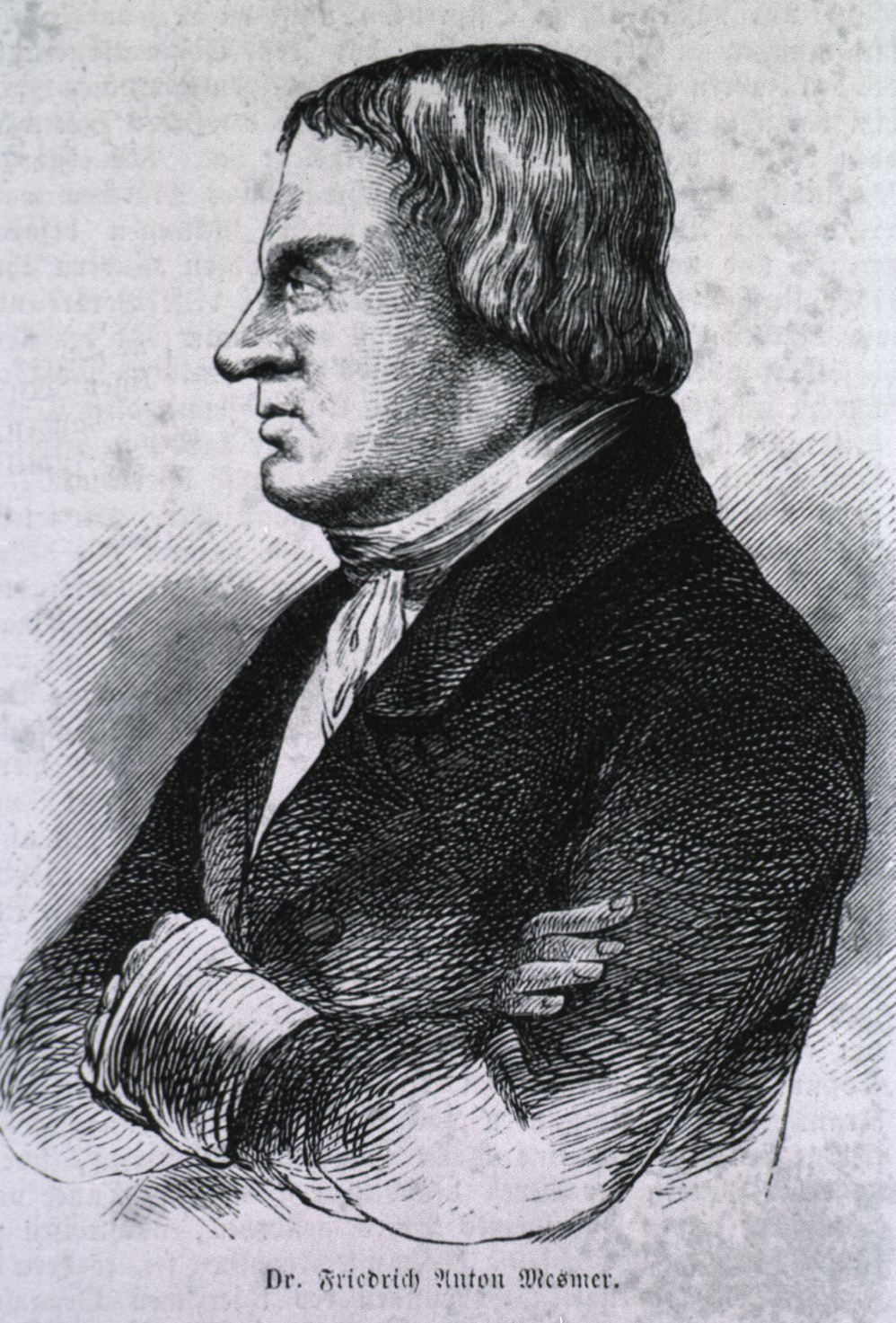
Franz Anton Mesmer (1734–1815)

- Mesmer, Franz Georg (1834–1914), württembergischer Oberamtmann
- Mesmer, Gustav (1903–1994), deutscher Flugradbauer, Visionär und Korbflechter
- Mesmer, Johann Georg (1715–1798), deutscher Kirchenmaler des Barock in Oberschwaben und der Innerschweiz
- Mesmer, Johann Jakob (1740–1814), Schweizer Prediger in Dresden
- Mesmer, Johannes (1791–1870), Schweizer Politiker
- Mesmer, Josef Anton (1747–1827), deutscher Kirchenmaler in Oberschwaben und der Schweiz
- Mesmer, Roland (1953–2015), deutscher Filmproduzent
- Mesmer, Sharon (* 1960), US-amerikanische Dichterin
- Mesmer-Saldern, Aimé von (1815–1889), schleswig-holsteinischer Gutsbesitzer, dänischer Hofbeamter und Parlamentarier
- Mesmer-Saldern, Kaspar von (1849–1883), preußischer Verwaltungsjurist, Landrat
- Mesmes, Claude de (1595–1650), französischer Diplomat
- Mesmes, Henri de (1532–1596), französischer Staatsbeamter, Mäzen und Memorialist
- Mesmes, Jean-Antoine de (1661–1723), französischer Jurist und Mitglied der Académie française
- Mesmes, Jean-Jacques de (1640–1688), Intendant von Soissons, Mitglied der Académie française
- Mesmes, Jean-Pierre de (1516–1578), französischer Astronom, Italianist, Grammatiker und Übersetzer

### Mesn
- Mesnage, Jacques (1759–1798), französischer General
- Mesnard, Jean (1921–2016), französischer Romanist und Literaturwissenschaftler
- Mesnel, Pierre (1897–1945), französischer Autorennfahrer
- Mesner, Maria (* 1960), österreichische Archivarin, Leiterin des Kreisky-Archivs
- Mesnier, Louis (1884–1921), französischer Fußballspieler
- Mesnier, Roland (1944–2022), französisch-amerikanischer Konditor und Kochbuchautor
- Mesnil de Rochemont, René du (1901–1984), deutscher Radiologe und Strahlenforscher
- Mesnil, Romain (* 1977), französischer Leichtathlet
- Mesny, Gustave (1886–1945), französischer General im Zweiten Weltkrieg

### Meso
- Mesochoritou, Galateia (* 2001), griechische Tennisspielerin
- Mesochris, altägyptischer König der 3. Dynastie
- Mesogeia-Maler, protoattischer Vasenmaler
- Mesomedes, griechischer Dichter und Musiker
- Mesomylius, Eberhard (1570–1630), deutscher Theologe
- Mesonero Romanos, Ramón de (1803–1882), spanischer Schriftsteller und Journalist
- Mesones, Facundo (* 1995), uruguayischer Fußballspieler
- Mesones, Lucas (* 1993), uruguayischer Fußballspieler
- Mesonis, Gediminas (1968–2022), litauischer Verfassungsrechtler und Professor für Öffentliches Recht
- Mesot, Joël (* 1964), Schweizer Physiker
- Mesotitsch, Daniel (* 1976), österreichischer Biathlet
- Mesotitsch, Martin (* 1983), österreichischer Biathlet

### Mesp
- Mesplé, Mady (1931–2020), französische Opernsängerin (Sopran)
- Mesplès, Paul-Eugène (1849–1924), französischer Maler, Lithograph, Radierer, Illustrator, Karikaturist und Musiker
- Mespoulède, Jean (* 1980), französischer Radrennfahrer

### Mesq
- Mesquida i Munar, Guillem (1675–1747), mallorquinischer Kunstmaler
- Mesquida, Roxane (* 1981), französische SchauspielerinRoxane Mesquida (* 1981)

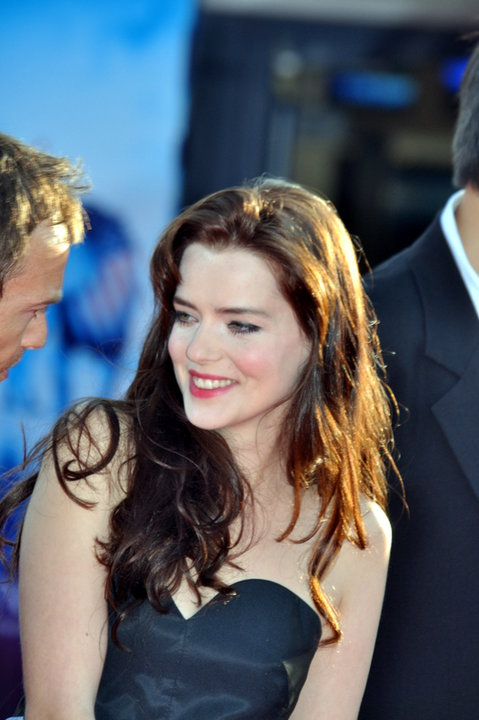
Roxane Mesquida (* 1981)

- Mesquita Pimentel, António de, portugiesischer Gouverneur von Portugiesisch-Timor
- Mesquita, Antônio Carlos (1923–2005), brasilianischer Geistlicher, römisch-katholischer Bischof von São João del-Rei
- Mesquita, Carlos de (1864–1953), brasilianischer Komponist und Pianist
- Mesquita, Day (* 1985), brasilianische Schauspielerin
- Mesquita, Domingos, osttimoresischer Politiker
- Mesquita, Fernando (* 1916), portugiesischer Architekt
- Mesquita, Geraldo Gurgel de (1919–2009), brasilianischer Politiker
- Mesquita, José de (1892–1961), brasilianischer Dichter, Romantiker und Geschichtsschriftsteller, Historiograph, Journalist, Essayist, Genealoge und Jurist
- Mesquita, Júlio César de (1862–1927), brasilianischer Journalist und Unternehmer
- Mesquita, Mario, US-amerikanischer Diplomat
- Mesquita, Michel (* 1983), brasilianischer Fußballspieler

### Mesr
- Mesri, Gholamreza (* 1940), US-amerikanischer Bauingenieur für Geotechnik
- Mesrina, Anna Afanassjewna (1853–1938), russisch-sowjetische Bildhauerin und Tonspielzeugherstellerin
- Mesrine, Jacques (1936–1979), französischer Gewaltverbrecher

### Mess
- Mess, Adolf von (1875–1916), deutscher Klassischer Philologe
- Mess, Filip (* 1976), deutscher Sportwissenschaftler und Hochschullehrer
- Mess, Geoffrey (1960–2014), kanadischer Mathematiker
- Meß, Günter (* 1931), deutscher Fußballspieler
- Meß, Ingo (* 1974), deutscher Synchronsprecher, Schauspieler, Drehbuchautor und Produzent
- Mess, Karl Friedrich (1921–2011), deutscher Flötist

#### Messa
- Messa, Maria Cristina (* 1961), italienische Medizinerin, Hochschullehrerin und Wissenschaftsministerin
- Messac, Ralph (1924–1999), französischer Journalist, Schriftsteller und Rechtsanwalt
- Messac, Régis (1893–1945), französischer Schriftsteller und Widerstandskämpfer
- Messadi, Mahmoud (1911–2004), tunesischer Schriftsteller und Politiker
- Messadié, Gérald (1931–2018), französischer Autor
- Message to Bears (* 1985), britischer Komponist und Musiker
- Messager, André (1853–1929), französischer Dirigent und Komponist
- Messager, Annette (* 1943), französische Malerin, Fotografin und InstallationskünstlerinAnnette Messager (* 1943)

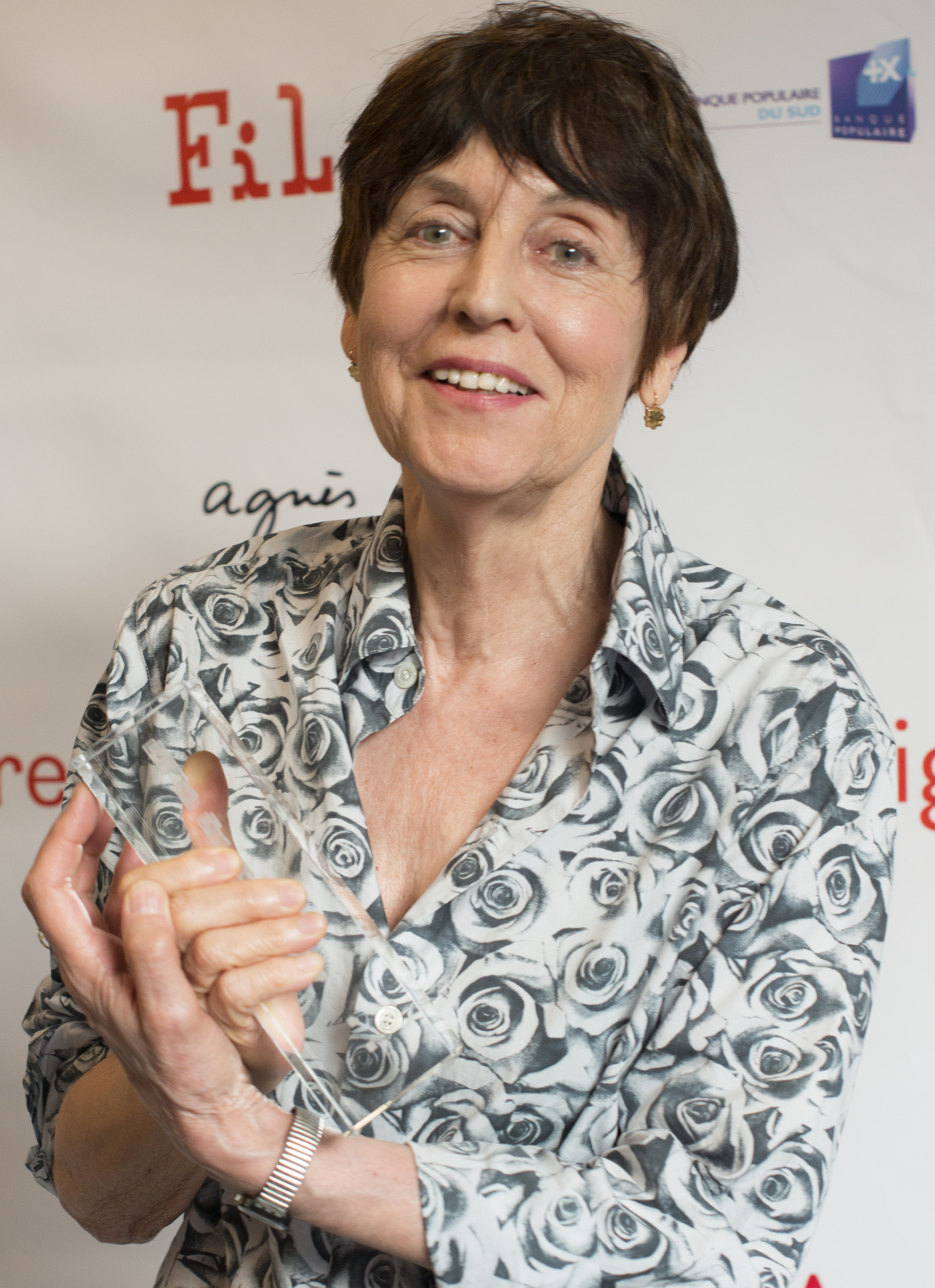
Annette Messager (* 1943)

- Messagier, Jean (1920–1999), französischer Maler, Grafiker und Zeichner
- Messal, Rüdiger (* 1952), deutscher Politiker (SPD), Staatssekretär in Nordrhein-Westfalen
- Messal, Sebastian (* 1977), deutscher prähistorischer Archäologe
- Messala Vivianus, Antoninus, römischer Patricius und Konsul 463
- Messali Hadj (1898–1974), algerischer nationalistischer Politiker
- Messalinus, spätantiker Prokonsul von Asia
- Messalla Rufus, Marcus Valerius, römischer Konsul 53 v. Chr.
- Messam, Wayne (* 1974), US-amerikanischer Politiker und Geschäftsmann
- Messan, Lambert (1940–2013), nigrischer Diplomat
- Messaoud, Ali (* 1991), niederländischer Fußballspieler
- Messaoud, Boubacar Ould (* 1945), mauretanischer Menschenrechtsaktivist
- Messaoudi, Ali (* 1995), algerischer Leichtathlet
- Messaoudi, Kamal (1961–1998), algerischer Musiker und Komponist
- Messaoudi, Khalida (* 1958), algerische Feministin und Politikerin
- Messari-Becker, Lamia (* 1973), deutsche Bauingenieurin, Professorin und politische Beamtin
- Messaris, Angelos (1910–1978), griechischer Fußballspieler

#### Messb
- Meßbach, Theodor von (1756–1812), Beamter des Hochstifts Speyer und badischer Beamter
- Meßbacher-Hönsch, Christine (* 1955), deutsche Juristin, ehemalige Vizepräsidentin des Bundesfinanzhofs

#### Messc
- Messchaert, Johannes (1857–1922), niederländischer Sänger der Stimmlage Bariton und Gesangspädagoge

#### Messe
- Messe, Giovanni (1883–1968), italienischer Marschall und Politiker
- Mességué, Maurice (1921–2017), französischer Phytotherapeut
- Messeguem, Soufiane (* 2001), deutscher Fußballspieler
- Messel, Alfred (1853–1909), deutscher ArchitektAlfred Messel (1853–1909)

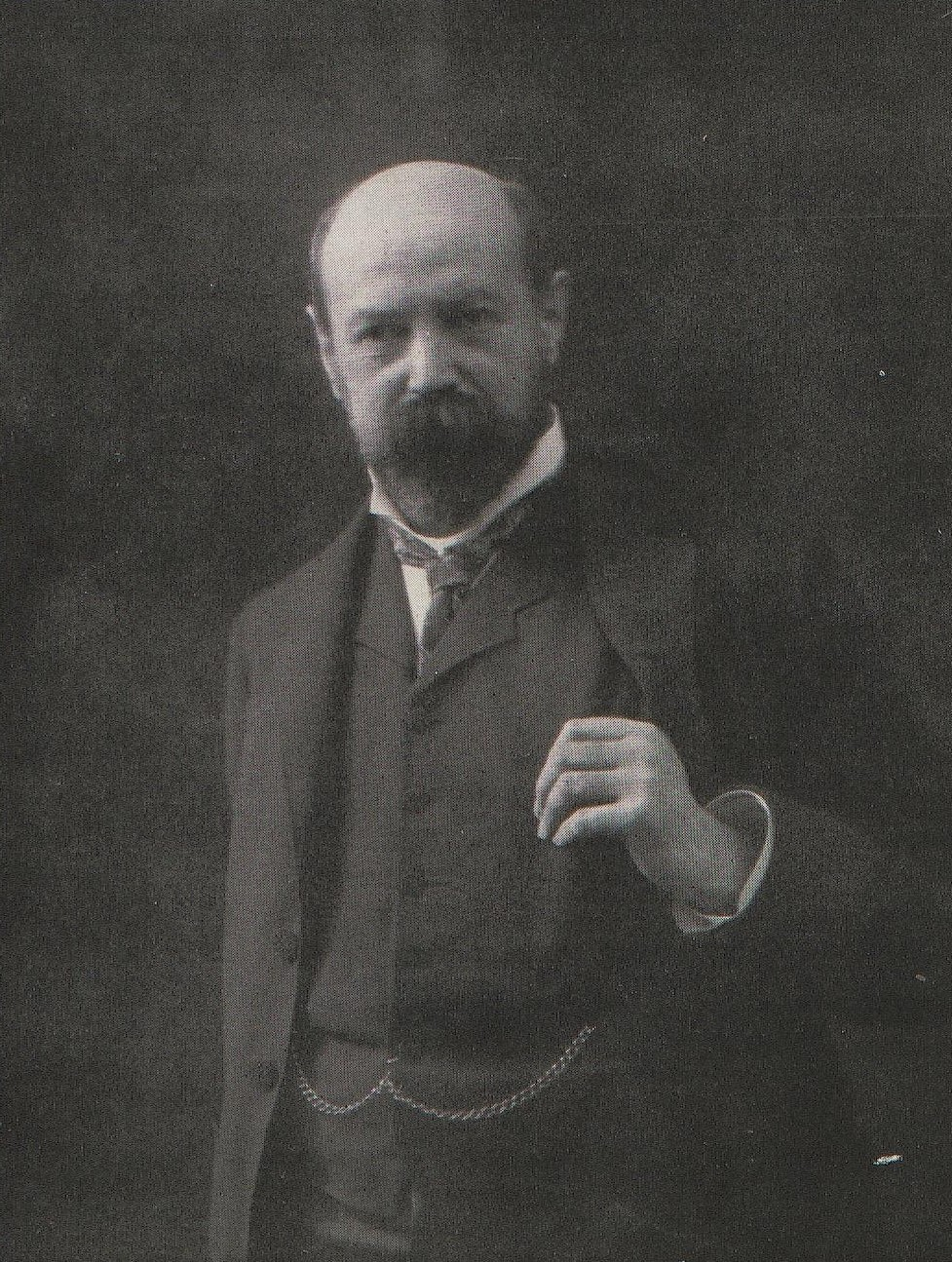
Alfred Messel (1853–1909)

- Messel, Aron (1784–1848), deutscher Bankier, Kaufmann
- Messel, Esther van (* 1965), niederländisch-schweizerische Filmproduzentin und Verleiherin
- Messel, Oliver (1904–1978), britischer Modeschöpfer und Kostümbildner
- Messel, Rudolph (1848–1920), deutsch-britischer Chemiker
- Messelhäuser, Margit, deutsche Kanutin
- Messelis, André (1931–2022), belgischer Radrennfahrer
- Messelis, Ivan (* 1958), belgischer Radrennfahrer
- Messelken, Karlheinz (* 1933), deutscher Soziologe
- Meßelreuter, Johann, Kammerdiener und Rüstkämmerer
- Messemer, Hannes (1924–1991), deutscher Schauspieler und Hörspielsprecher
- Messemer, Jochen (* 1966), deutscher Manager und Unternehmensberater
- Messen, Sergio (1949–2010), chilenischer Fußballspieler
- Messen-Jaschin, Youri (* 1941), lettischer Künstler
- Messenböck, Hubert (1887–1946), österreichischer Politiker (CSP), Landtagsabgeordneter
- Messenger, Alfred (1887–1968), britischer Turner
- Messenger, Chas (1914–2008), englischer Radrennfahrer
- Messenger, Gordon (* 1962), britischer General
- Messenger, James R. (1948–2015), US-amerikanischer Dokumentarfilmer und Schriftsteller
- Messenger, Karen, kanadische Biathletin
- Messenger, Shannon (* 1991), US-amerikanische AutorinShannon Messenger (* 1991)

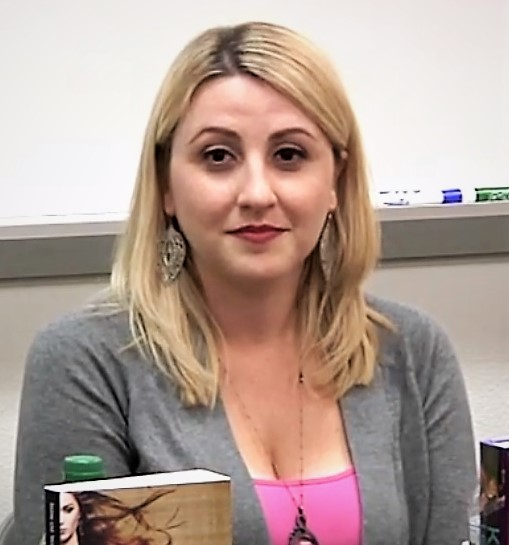
Shannon Messenger (* 1991)

- Messenhauser, Wenzel (1813–1848), österreichischer Offizier und Schriftsteller böhmischer Herkunft
- Messenius, Johannes (1579–1636), schwedischer Schriftsteller und Historiker
- Messensee, Jürgen (1936–2024), österreichischer bildender Künstler
- Messenzehl, Markus (* 1972), deutscher Curler
- Messer, Adolf (1878–1954), deutscher Konstrukteur und Industrieller
- Messer, August (1867–1937), deutscher Philosoph
- Messer, Barbara (* 1962), deutsche Sachbuchautorin, Vortragsrednerin, Trainerin und Coach
- Messer, Bill (* 1915), britischer Radrennfahrer
- Messer, Guido (* 1941), deutscher Bildhauer
- Messer, Hans (1925–1997), deutscher Unternehmer
- Messer, Klaus (1907–1942), deutscher Jurist
- Messer, Luke (* 1969), US-amerikanischer Politiker
- Messer, Max (1875–1930), österreichischer Rechtsanwalt und Schriftsteller
- Messer, Melanie, deutsche Pflegewissenschaftlerin und Hochschullehrerin
- Messer, Thomas (1920–2013), tschechisch-amerikanischer Museumsleiter und Direktor der Solomon R. Guggenheim Foundation
- Messer-Heybroek, Liesbeth (1914–2007), niederländische Bildhauerin
- Messere, Liana (* 1989), Schweizer Unihockeyspielerin
- Messerer, Christoph (* 2001), österreichischer Fußballspieler
- Messerer, Johann Georg von (1683–1738), Hofkammerrat
- Messerer, Otto (1853–1932), deutscher Chirurg und Rechtsmediziner
- Messerer, Rainer (* 1943), deutscher Politiker (SPD), MdL
- Messerer, Stefan (* 1968), deutscher Diplomat
- Messerer, Stephan (1798–1865), deutscher Kunstmaler
- Messerer, Wilhelm (1920–1989), deutscher Kunsthistoriker
- Messerich, Johann August (1806–1876), deutscher Politiker und Rechtsanwalt
- Messerli, Alfred (* 1953), Schweizer Erzählforscher
- Messerli, Benjamin (* 1991), Schweizer Hockeyspieler
- Messerli, Bruno (1931–2019), Schweizer Geograph
- Messerli, Ernst (1907–1974), Schweizer Maler, Zeichner, Fotograf und Kunstpädagoge
- Messerli, Hans (1718–1806), Schweizer Baumeister
- Messerli, Jay, Sänger
- Messerli, Karl (* 1947), Schweizer Fussballspieler
- Messerli, Niggi (* 1950), Schweizer Foto- und Videokünstler und Ausstellungsmacher
- Messerli, Pascal (* 1989), Schweizer Anwalt und Politiker (SVP)
- Messerschmid, Ernst (* 1945), deutscher Physiker und AstronautErnst Messerschmid (* 1945)

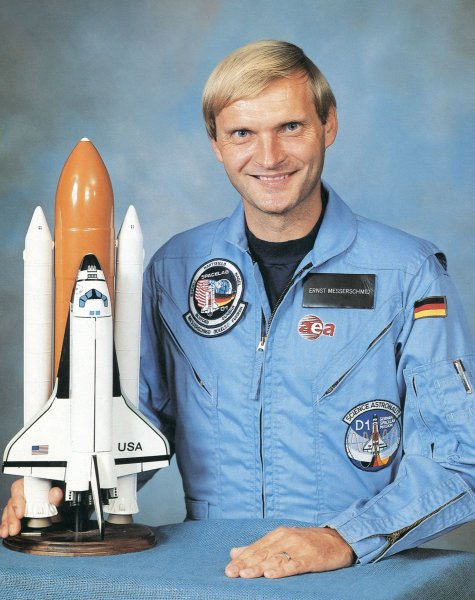
Ernst Messerschmid (* 1945)

- Messerschmid, Felix (1904–1981), deutscher Lehrer und Bildungspolitiker
- Messerschmid, Hans (* 1954), deutscher Ingenieur
- Messerschmid, Johann Christian (1720–1794), deutscher Pädagoge
- Messerschmidt von Arnim, Wilhelm (1797–1860), preußischer Generalmajor
- Messerschmidt, Anne, deutsche Schauspielerin
- Messerschmidt, Astrid (* 1965), deutsche Erziehungswissenschaftlerin
- Messerschmidt, Christoph, deutscher Jurist und Ratssekretär der Hansestadt Lübeck
- Messerschmidt, Daniel Gottlieb (1685–1735), Naturforscher und Arzt
- Messerschmidt, Erik (* 1980), US-amerikanischer Kameramann
- Messerschmidt, Franz (1902–1945), deutscher Klassischer Archäologe und Etruskologe
- Messerschmidt, Franz Xaver (1736–1783), österreichischer BildhauerFranz Xaver Messerschmidt (1736–1783)

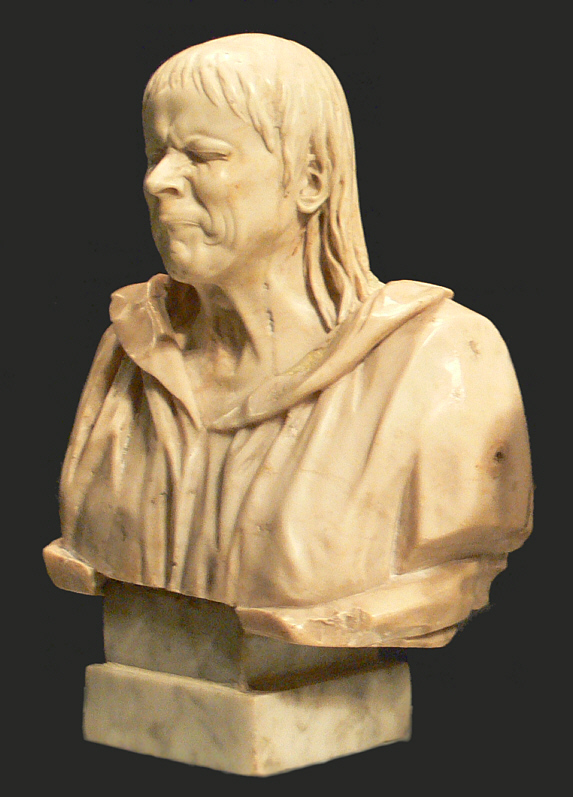
Franz Xaver Messerschmidt (1736–1783)

- Messerschmidt, Friedrich (1906–1929), deutscher Motorradrennfahrer
- Messerschmidt, Heino (1915–1990), deutscher Tierzüchter und Verwaltungslandwirt
- Messerschmidt, Jana (* 1990), deutsche Karateka
- Meßerschmidt, Klaus (1953–2024), deutscher Rechtswissenschaftler
- Messerschmidt, Klaus Friedrich (* 1945), deutscher Bildhauer, Grafiker und Autor
- Messerschmidt, Leopold (1870–1911), deutscher Altorientalist
- Messerschmidt, Lothar (1923–2003), deutscher Jurist
- Messerschmidt, Manfred (1926–2022), deutscher Militärhistoriker und Jurist
- Messerschmidt, Morten (* 1980), dänischer Politiker (DF), Mitglied des Folketing, MdEP
- Messerschmidt, Nadine (* 1993), deutsche Sportschützin
- Messerschmidt, Susanna (* 1962), deutsche Künstlerin
- Messerschmidt, Sven (* 1975), deutscher Koch
- Messerschmidt, Theodor (1886–1971), deutscher Mediziner
- Messerschmidt, Uwe (* 1962), deutscher Radsportler
- Messerschmidt, Wilhelm (1887–1971), deutscher Politiker (SPD), MdL
- Messerschmidt, Wilhelm (1906–1975), deutscher Physiker
- Messerschmitt, Alfons (1943–2022), deutscher Sportschütze
- Messerschmitt, Pius Ferdinand (1858–1915), deutscher Maler
- Messerschmitt, Willy (1898–1978), deutscher Flugzeugkonstrukteur und Unternehmer
- Messersi, Daniel (* 1992), italienischer Badmintonspieler
- Messersmith, George S. (1883–1960), US-amerikanischer Botschafter
- Messervy, Frank (1893–1974), britischer General, erster Oberbefehlshaber der Pakistan Army

#### Messi
- Messi, João Maria (* 1934), italienischer Ordensgeistlicher, Altbischof von Barra do Piraí-Volta Redonda
- Messi, Lionel (* 1987), argentinisch-spanischer FußballspielerLionel Messi (* 1987)

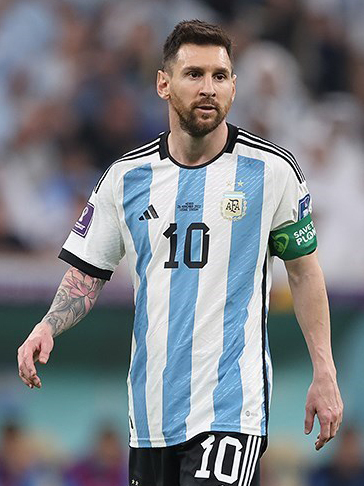
Lionel Messi (* 1987)

- Messi, Stéphane (* 1972), französischer Tischtennisspieler
- Messia Bedoya, Alonso (1655–1732), peruanischer Geistlicher
- Messía de la Cerda, Pedro (1700–1783), Vizekönig von Neugranada
- Messiaen, Olivier (1908–1992), französischer Komponist, Kompositionslehrer und OrganistOlivier Messiaen (1908–1992)

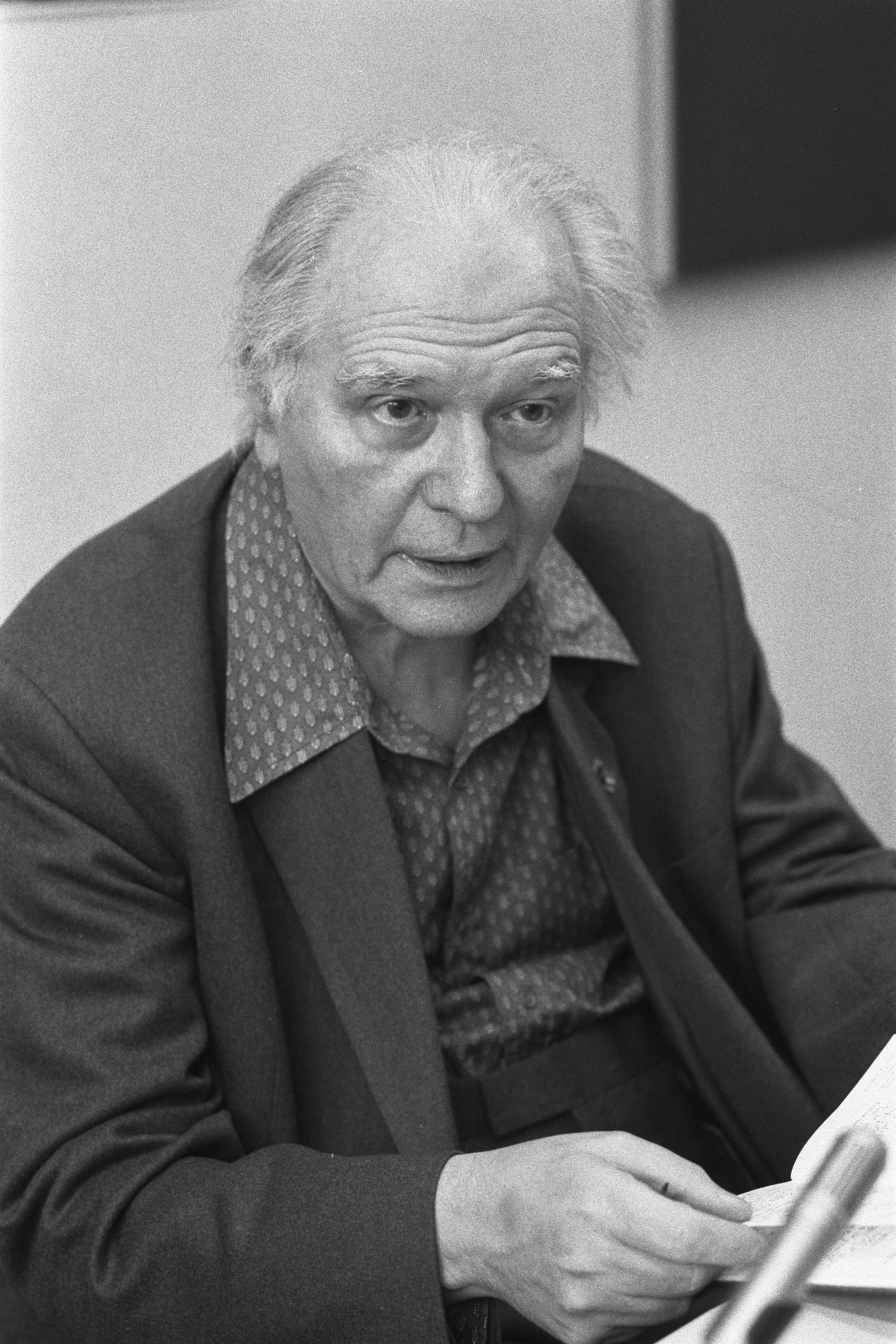
Olivier Messiaen (1908–1992)

- Messiah, Albert (1921–2013), französischer Physiker
- Messias, Junior (* 1991), brasilianischer Fußballspieler
- Messick, Dale (1906–2005), US-amerikanische Comic-Zeichnerin
- Messick, Don (1926–1997), US-amerikanischer Synchronsprecher, Drehbuchautor, Bühnenschauspieler und Sprecher
- Messick, Kevin J. (* 1966), US-amerikanischer Filmproduzent
- Messier, Charles (1730–1817), französischer Astronom
- Messier, Éric (* 1973), kanadischer Eishockeyspieler und -trainer
- Messier, George (1896–1933), französischer Ingenieur, Erfinder und Industrieller
- Messier, Jean-Marie (* 1956), französischer Unternehmer
- Messier, Mark (* 1961), kanadischer Eishockeyspieler
- Messier, Paul (* 1958), kanadisch-britischer Eishockeyspieler
- Messikommer, Heinrich (1864–1924), Schweizer Auktionator, Kunst- und Antiquitätenhändler
- Messikommer, Jakob (1828–1917), Schweizer Landwirt, Dichter und Archäologe
- Messimy, Adolphe (1869–1935), französischer General und Politiker
- Messina Denaro, Francesco (1928–1998), italienischer Mafioso
- Messina Denaro, Matteo (1962–2023), italienischer Mafioso, Führungsfigur der Cosa NostraMatteo Messina Denaro (1962–2023)

Matteo Messina Denaro (1962–2023)

- Messina, Alessandro (1941–2022), kanadischer Radrennfahrer
- Messina, Chris (* 1974), US-amerikanischer Schauspieler
- Messina, Daniel (* 1965), argentinischer Schlagzeuger und Komponist
- Messina, Daniel (* 1991), argentinischer Fußballspieler
- Messina, Ettore (* 1959), italienischer Basketballtrainer
- Messina, Francesco (1900–1995), italienischer Bildhauer und Dichter
- Messina, Gaspare (1879–1957), italienisch-amerikanischer Mobster
- Messina, Gerlandino (* 1972), sizilianischer Clanchef der Cosa Nostra
- Messina, Guido (1931–2020), italienischer Radrennfahrer
- Messina, Guido (* 1995), argentinischer Schauspieler und Sänger
- Messina, Jim (* 1947), US-amerikanischer Gitarrist, Sänger, Songwriter, Toningenieur und Musikproduzent
- Messina, Jo Dee (* 1970), US-amerikanische Country-Sängerin
- Messina, Joe (1928–2022), US-amerikanischer Jazz- und Studiomusiker (Gitarre)
- Messina, Lilli (* 1976), deutsche Kinderbuchautorin
- Messina, Maria (1887–1944), italienische Schriftstellerin
- Messina, Marion (* 1990), französische Schriftstellerin
- Messina, Piero (* 1981), italienischer Filmregisseur und Drehbuchautor
- Messina, Roberto (1934–2024), italienischer Stuntman und Schauspieler
- Messine, Monique (1940–2003), französische Schauspielerin
- Messineo, Leandro (* 1979), argentinischer Radrennfahrer
- Messing, Debra (* 1968), US-amerikanische Schauspielerin und FilmproduzentinDebra Messing (* 1968)

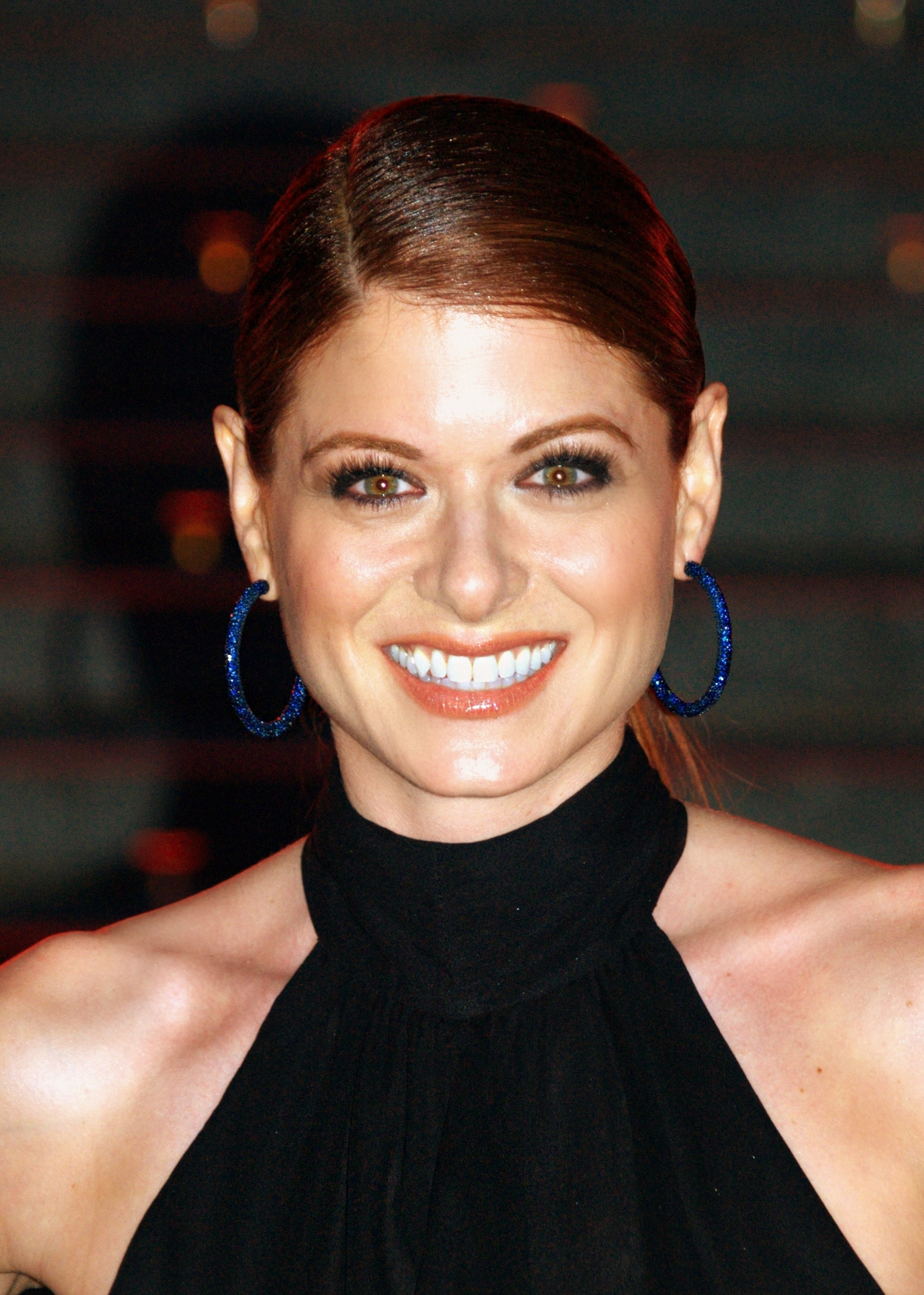
Debra Messing (* 1968)

- Messing, Joachim (1946–2019), deutsch-amerikanischer Molekularbiologie, Biochemiker und Agrarwissenschaftler
- Messing, Keegan (* 1992), kanadisch-US-amerikanischer Eiskunstläufer
- Messing, Ruth (* 1983), deutsche Theater-Regisseurin
- Messing, Stanislaw Adamowitsch (1890–1937), polnischer Kommunist und stellvertretender Vorsitzender der sowjetischen OGPU (1929–1932)
- Messing, Tobias (* 2000), österreichischer Fußballspieler
- Messing, Volker (* 1975), deutscher Jurist, Richter am Bundesgerichtshof
- Messing, William, US-amerikanischer Mathematiker
- Messing, Wolf (1899–1974), Hellseher und HypnotiseurWolf Messing (1899–1974)

Wolf Messing (1899–1974)

- Messinger, Bernd (* 1952), deutscher Politiker (Die Grünen), MdL
- Messinger, Edwin J. (1907–1965), US-amerikanischer Offizier, Generalleutnant der US-Army
- Messinger, Jupp (1907–1933), deutscher Arbeiter und ein Opfer des Nationalsozialismus
- Messinger, Nico (* 1994), deutscher Para-Sportler
- Messinger, Rama (1968–2015), israelische Schauspielerin und Sängerin
- Messius Extricatus, Titus, römischer Konsul 217 und Prätorianerpräfekt
- Messius Phoebus Severus, römischer Konsul und Patricius
- Messius Rusticus, Lucius, römischer Suffektkonsul (114)

#### Messj
- Messjazew, Iwan Illarionowitsch (1885–1940), russisch-sowjetischer Zoologe und Ozeanologe

#### Messl
- Messlender, Gerald (1961–2019), österreichischer Fußballspieler
- Meßler, Heinrich H. (* 1950), deutscher Mediziner und Facharzt für Orthopädie und Unfallchirurgie, spezielle orthopädische Chirurgie und Physiotherapie
- Messling, Markus (* 1975), deutscher Literatur- und Kulturwissenschaftler
- Meßling, Miriam (* 1973), deutsche Juristin und Richterin des Bundesverfassungsgerichts

#### Messm
- Messmacher, Maximilian (1842–1906), deutsch-russischer Architekt
- Meßmann, Gustav (1879–1944), deutscher Architekt und Politiker der DVP
- Messmann, Hermann († 1515), Kaufmann, Ratsherr und Admiral der Hansestadt Lübeck
- Meßmann, Rudolf (* 1930), deutscher Fußballspieler
- Messmann, Stefan (* 1942), deutscher Rechtswissenschaftler und Manager
- Messmer, Adolphe (1900–1987), französischer Geistlicher, römisch-katholischer Bischof in Madagaskar
- Meßmer, Alois (1822–1857), österreichischer Schriftsteller und Theologe
- Meßmer, Anna-Katharina (* 1983), deutsche Speakerin, Beraterin, Aktivistin und Soziologin
- Messmer, Anton (1858–1937), Schweizer Kaufmann und Politiker
- Messmer, Arwed (* 1964), deutscher Fotograf
- Messmer, Charles (1893–1951), Schweizer Graphiker und Illustrator
- Messmer, Domenica (1902–1988), Schweizer Schriftstellerin und Übersetzerin
- Meßmer, Eduard (1824–1910), deutscher Unternehmer
- Messmer, Franzpeter (* 1954), deutscher Autor, Journalist, Festivalleiter und Musikwissenschaftler
- Messmer, Johann (1818–1880), Schweizer Politiker und Richter
- Meßmer, Joseph Anton (1829–1879), deutscher Archäologe
- Meßmer, Julius (1838–1911), deutscher Ministerialbeamter im Herzogtum Sachsen-Coburg und Gotha
- Messmer, Jürgen (* 1940), deutscher Fußballschiedsrichter
- Meßmer, Kurt (1922–2012), deutscher Jurist
- Messmer, Kurt (1946–2025), Schweizer Historiker und Geschichtsdidaktiker
- Messmer, Mark (* 1967), US-amerikanischer Politiker
- Meßmer, Meike (* 1995), deutsche Fußballspielerin
- Messmer, Nikolaus (1954–2016), kasachischer Ordensgeistlicher, Bischof und Apostolischer Administrator von Kirgisistan
- Meßmer, Otto (1858–1940), deutscher Teehändler und der Erbauer der Villa Meßmer in Alzenau
- Messmer, Pierre (1916–2007), französischer Politiker, MdEP
- Messmer, Rita (* 1954), schweizerische Pädagogin, Autorin und Craniosacral-TherapeutinRita Messmer (* 1954)

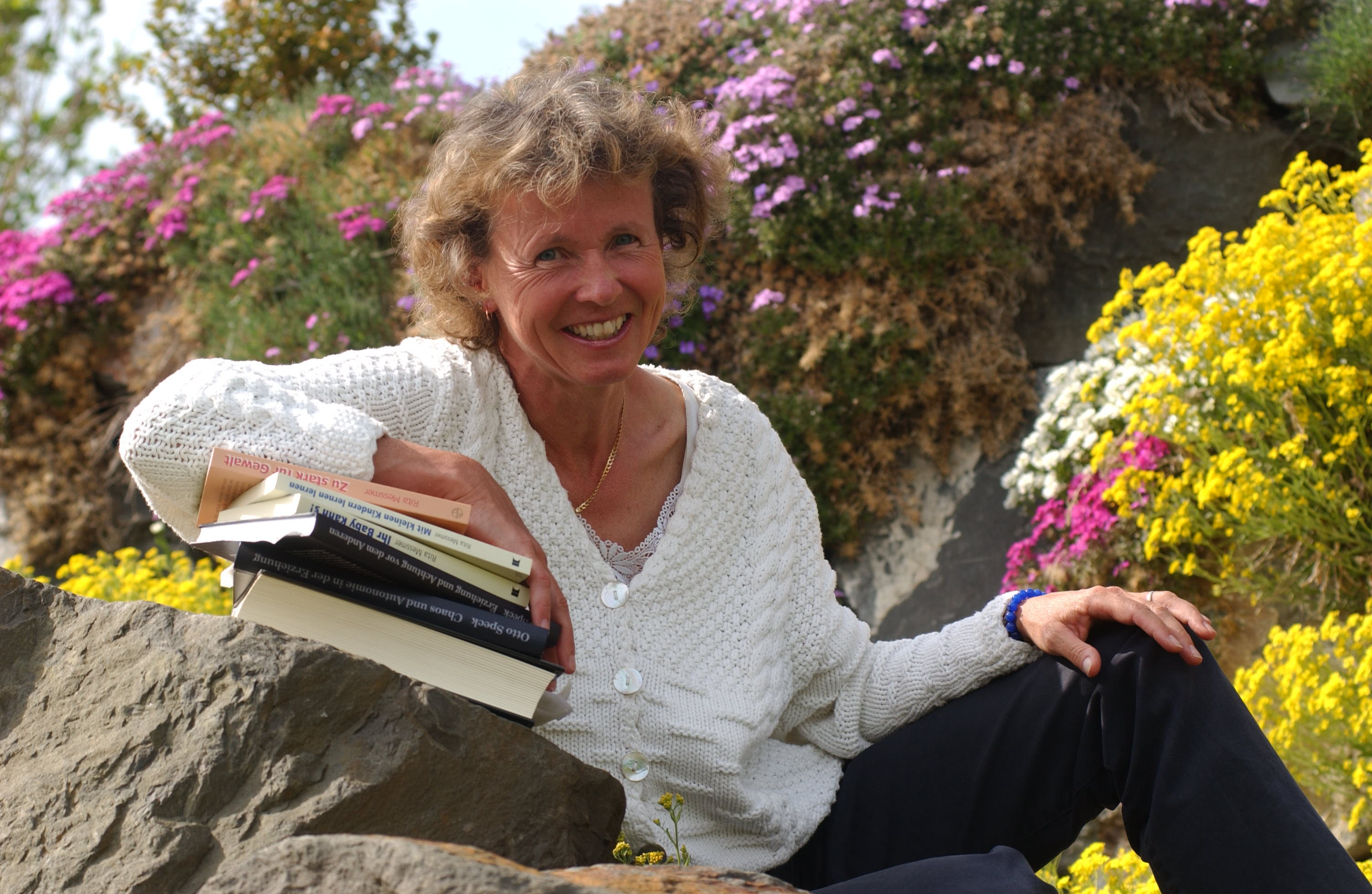
Rita Messmer (* 1954)

- Messmer, Sebastian Gebhard (1847–1930), römisch-katholischer Erzbischof von Milwaukee
- Meßmer, Ullrich (* 1954), deutscher Politiker (SPD), MdB
- Messmer, Werner (1927–2016), deutscher Industrieller
- Messmer, Werner (* 1945), Schweizer Politiker (FDP)
- Meßmer, Willi (* 1926), deutscher Fußballspieler

#### Messn
- Messner Windschnur, Sepp (* 1946), italienischer Musiker
- Messner, Albert (1903–1991), deutscher Jurist
- Messner, Angelika (* 1969), österreichische Librettistin, Dramaturgin und Regisseurin
- Messner, Angelika C. (* 1961), italienisch-deutsche Sinologin
- Messner, Barbara Maria (* 1974), deutsche Schauspielerin und Synchronsprecherin
- Messner, Claudia (* 1962), österreichische Theater- und Filmschauspielerin
- Messner, Dieter (1942–2022), österreichischer Romanist
- Messner, Dirk (* 1962), deutscher PolitikwissenschaftlerDirk Messner (* 1962)

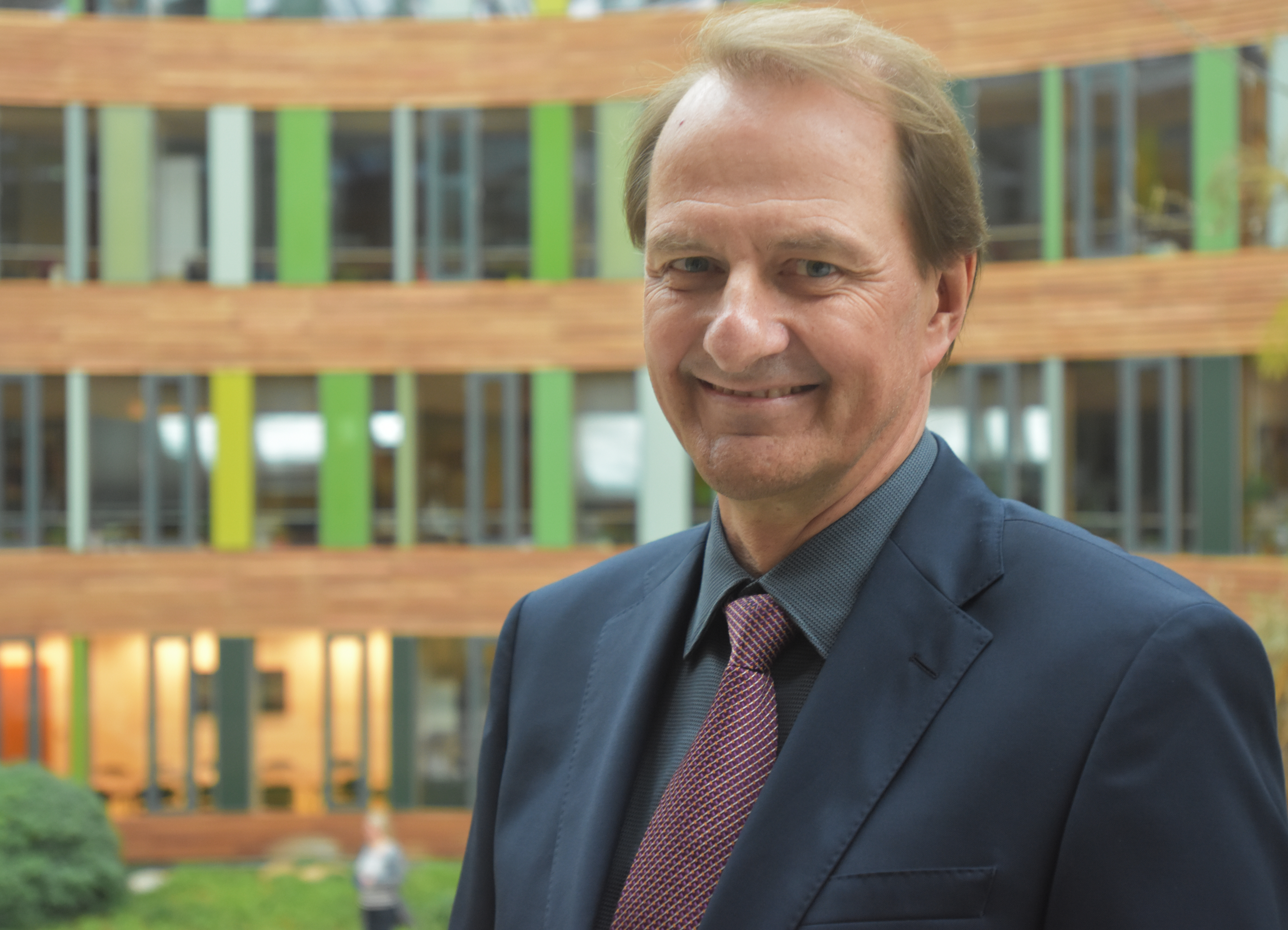
Dirk Messner (* 1962)

- Messner, Elena (* 1983), österreichische Autorin, Herausgeberin und Literaturwissenschaftlerin
- Messner, Elmar (* 1970), italienischer Snowboarder (Südtirol)
- Messner, Emil (1875–1942), Schweizer Ballon-Pionier
- Messner, Evelyn (* 1938), österreichische Lehrerin und Politikerin (SPÖ), Abgeordnete zum Nationalrat
- Messner, Franz (1926–1968), österreichischer Schauspieler und Regisseur
- Messner, Franz Josef (1896–1945), österreichischer Unternehmer (Generaldirektor Semperit AG) und Widerstandskämpfer
- Messner, Fritz (1912–1945), deutscher Hockeyspieler
- Messner, Gabriel (* 1997), italienischer Snowboarder
- Messner, Gerald Florian (* 1937), österreichischer Musikwissenschaftler
- Messner, Gernot (* 1980), österreichischer Fußballspieler und -trainer
- Messner, Günther (1946–1970), italienischer Bergsteiger und jüngerer Bruder von Reinhold Messner
- Messner, Heinrich (1939–2023), österreichischer Skirennläufer
- Messner, Helmuth (* 1972), italienischer Biathlet
- Messner, Hubert (* 1953), italienischer Kinderarzt, Neonatologe, Abenteurer, Politiker und Buchautor (Südtirol)
- Messner, Janko (1921–2011), österreichischer Schriftsteller
- Messner, Johannes (1891–1984), österreichischer Theologe, Rechtswissenschaftler und Politiker
- Messner, Johnny (* 1970), US-amerikanischer Schauspieler
- Messner, Josef (1822–1862), deutscher Schriftsteller und Dichter
- Messner, Josef (1837–1886), österreichischer Bildhauer und Maler
- Messner, Joseph (1893–1969), österreichischer Musiker und Komponist
- Messner, Karl (1923–2016), österreichischer Komponist, Kapellmeister und Pädagoge
- Meßner, Lothar (1926–2019), deutscher Bildhauer und Zeichner
- Messner, Matthias (1976–2019), österreichischer Film- und Theaterschauspieler
- Meßner, Max (1860–1906), deutscher Schriftsteller
- Messner, Michael (* 1952), US-amerikanischer Sportsoziologe und Geschlechterforscher
- Messner, Mirko (* 1948), österreichischer Slawist, Publizist und Politiker (KPÖ)
- Messner, Paul (1912–2005), französischer Mittelstrecken- und Crossläufer
- Meßner, Paul (1919–2006), deutscher Schriftsteller
- Meßner, Reinhard (* 1960), österreichischer römisch-katholischer Theologe
- Messner, Reinhold (* 1944), italienischer Extrembergsteiger, Abenteurer, Politiker (Südtirol), MdEPReinhold Messner (* 1944)

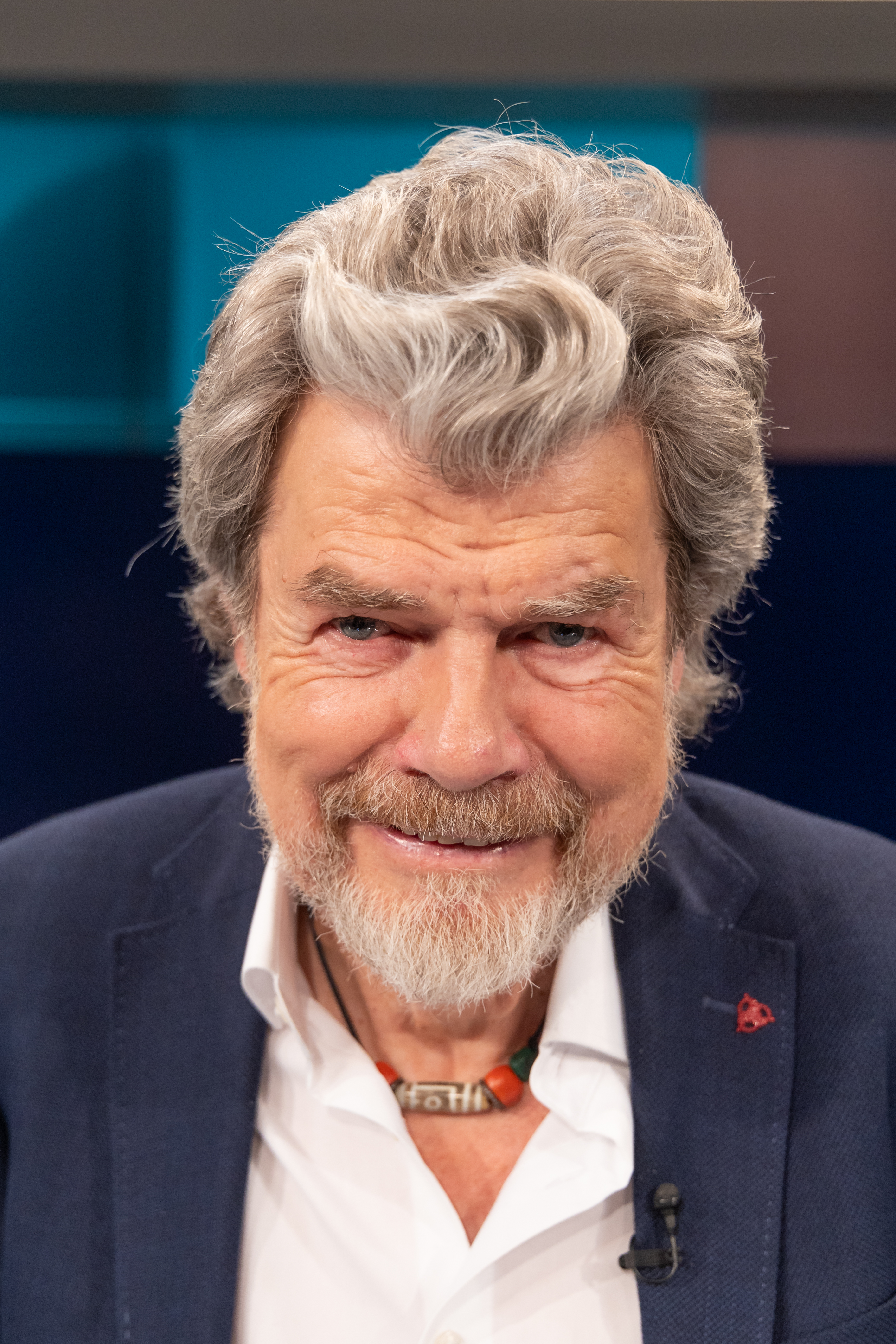
Reinhold Messner (* 1944)

- Messner, Roland-Friedrich (1925–2010), deutscher Politiker (CSU), MdL
- Messner, Siegfried (* 1947), italienischer Politiker (SVP)
- Meßner, Stefan (* 1964), österreichischer Fußballschiedsrichter
- Messner, Steven (* 1951), US-amerikanischer Soziologe und Kriminologe
- Messner, Tamara Faye (1942–2007), US-amerikanische christliche Sängerin, Evangelistin, Unternehmerin, Autorin, sowie Fernsehpersönlichkeit
- Messner, Zbigniew (1929–2014), polnischer Politiker und Ökonom, Ministerpräsident von Polen (1985–1988)
- Messner-Loebs, William (* 1949), US-amerikanischer Comicautor
- Messner-Rast, Franziska (* 1951), Schweizer Fotografin

#### Messo
- Meßollen, Gisela (* 1964), deutsche Jazzmusikerin (Trompete)
- Messomo, Annette Jacky (* 1993), kamerunische Fußballspielerin
- Messone, Pedro (1934–2023), chilenischer Sänger und Schauspieler
- Messori, Filippo (* 1973), italienischer Tennisspieler
- Messori, Matteo (* 1976), italienischer Cembalist, Organist und Dirigent für Alte Musik
- Messori, Vittorio (* 1941), italienischer Schriftsteller und Journalist
- Messorius Diligens, Marcus, römischer Offizier (Kaiserzeit)
- Messou, Nyamien (* 1954), ivorischer Politiker (FPI)
- Messouda Mint Baham (* 1964), mauretanische Politikerin
- Messoussa, Amine (* 2004), französisch-marokkanischer Fußballspieler
- Meßow, Carl Leberecht (1759–1825), deutscher evangelischer Geistlicher
- Messow, Clemens (* 1960), deutscher Kameramann
- Messow, Eduard (1828–1911), deutscher Architekt und Baubeamter
- Messow, Karl (1802–1840), deutscher Buchhändler, Redakteur und Zeitungsherausgeber
- Messow, Kurt (1888–1955), deutscher Jurist und Schriftsteller

#### Messt
- Messter, Oskar (1866–1943), deutscher FilmpionierOskar Messter (1866–1943)

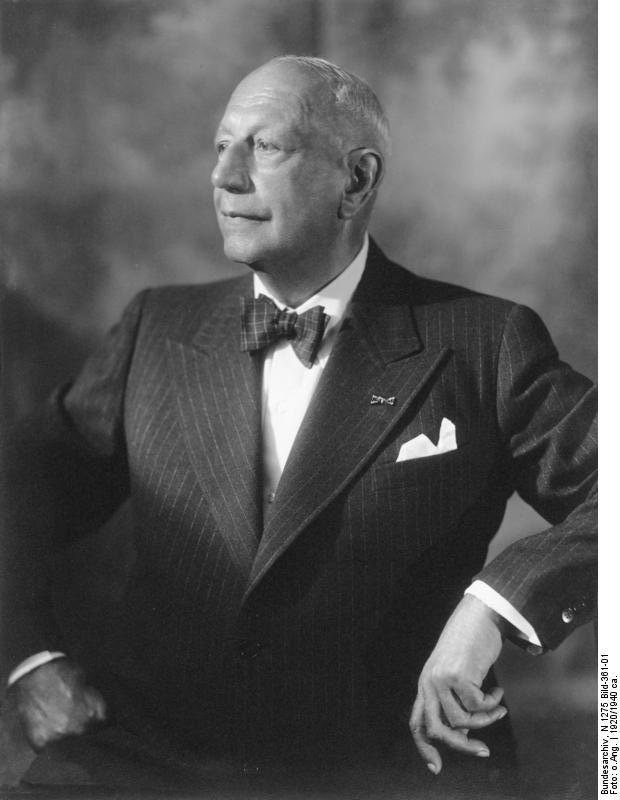
Oskar Messter (1866–1943)

- Meßthaler, Emil (1869–1927), deutscher Schauspieler, Regisseur und Theaterdirektor

#### Messu
- Messud, Claire (* 1966), US-amerikanische Schriftstellerin
- Messutat, Jan (* 1971), deutscher Schauspieler

#### Messz
- Messzi, István (1961–1991), ungarischer Gewichtheber

### Mest
- Mest, Artur (1875–1934), deutscher Kinounternehmer
- Mest, Willy, deutscher Radrennfahrer
- Mesta, Perle (1889–1975), US-amerikanische Diplomatin
- Mestach, An-Sophie (* 1994), belgische Tennisspielerin
- Mestad, Henrik (* 1964), norwegischer Schauspieler
- Mestad, Mette (* 1958), norwegische Biathletin
- Mestad, Ola (* 1955), norwegischer Jurist, Rechtsanwalt, Hochschullehrer und ad-hoc-Richter
- Mestán, Franz (1865–1941), österreichischer Piarist und Esperantist
- Měšťan, Gabriele (* 1951), deutsche Politikerin (Die Linke), MdL
- Měšťan, Zdeněk (* 1950), tschechischer Sportler und Politiker
- Mestanza, Bàrbara (* 1990), spanische Schauspielerin, Synchronsprecherin und Sängerin
- Mestari, Sofia (* 1980), französische Sängerin
- Mestayer, Marjorie (1880–1955), neuseeländische Kuratorin und Muschelforscherin
- Mestchen, Dagmar (* 1963), deutsche Tischtennisspielerin
- Městecký von Opočno, Johann († 1432), böhmischer Adliger, Hauptmann in den Hussitenkriegen
- Mestel, Jonathan (* 1957), englischer Schachspieler
- Mestel, Leon (1927–2017), britischer Astronom und Astrophysiker
- Mestenhauser, Karol (1831–1901), polnischer Tänzer und Tanzlehrer
- Mester de Parajd, László (* 1949), französischer Architekt ungarischer Herkunft
- Meșter, Cara Maria (* 2005), rumänische Tennisspielerin
- Mester, Csaba (* 2002), ungarischer Fußballspieler
- Mester, Gerhard (* 1956), deutscher Karikaturist
- Mester, Hermann (1888–1973), deutscher Politiker (SPD), MdBB
- Mester, Joachim (* 1948), deutscher Sportwissenschaftler und Hochschullehrer
- Mester, Jorge (* 1935), mexikanischer Dirigent und Musikpädagoge
- Mester, Ludwig (1902–1975), deutscher Sportpädagoge und Hochschullehrer
- Mester, Lynn (* 1992), deutsche Fußballspielerin
- Mester, Marcus (1806–1881), deutscher Dorfschullehrer und Landtagsabgeordneter
- Mester, Mathias (* 1986), deutscher Leichtathlet im BehindertensportMathias Mester (* 1986)

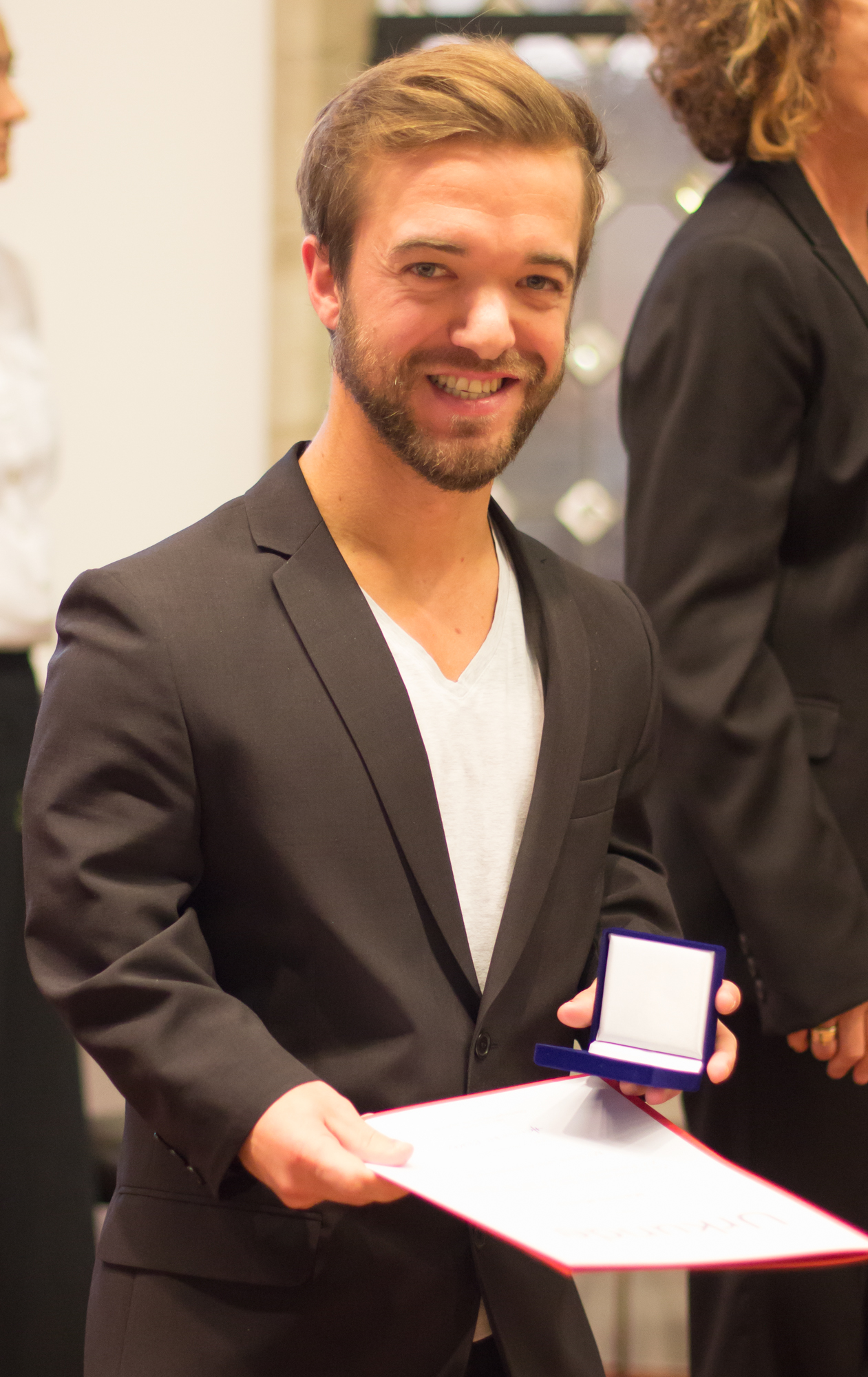
Mathias Mester (* 1986)

- Mešter, Savo (* 1990), serbischer Handballspieler
- Mester-Römmer, Gisela (* 1955), deutsche evangelische Geistliche und Moderatorin
- Mesterházy, Attila (* 1974), ungarischer Politiker, Mitglied des Parlaments
- Mesterhazy, George (1954–2012), US-amerikanischer Jazzmusiker und Arrangeur
- Mestern, Julia (* 1976), deutsche Vielseitigkeitsreiterin
- Mestern, Robert (1843–1892), deutscher Kaufmann und Abgeordneter
- Mestica, Giovanni (1831–1903), italienischer Politiker, Romanist und Italianist
- Mestice, Anthony Francis (1923–2011), US-amerikanischer Theologe und römisch-katholischer Weihbischof in New York
- Mestiri, Mahmoud (1929–2006), tunesischer Diplomat und Politiker der Sozialistischen Destur-Partei
- Mestiri, Mohamed (* 1964), tunesisch-französische Persönlichkeit des Islams in Europa; Direktor des IIIT in Frankreich (Paris)
- Mestivier, Marius (1895–1925), französischer Rennfahrer
- Mestmacher, Johann von (1733–1805), deutsch-baltischer Diplomat in Diensten des Russischen Kaiserreichs
- Mestmacher-Steiner, Christoph (* 1964), deutscher Journalist
- Mestmäcker, Ernst-Joachim (1926–2024), deutscher Rechtswissenschaftler
- Mesto, Giandomenico (* 1982), italienischer Fußballspieler
- Meston, Archibald (1851–1924), Journalist, Autor, Protektor der Aborigines in Queensland, Australien
- Meston, James, 1. Baron Meston (1865–1943), britischer Politiker (Liberal Party) und Beamter
- Meston, Stanley (1910–1992), US-amerikanischer Architekt
- Mestorf, Johanna (1828–1909), deutsche Archäologin, erste Museumsdirektorin DeutschlandsJohanna Mestorf (1828–1909)

Johanna Mestorf (1828–1909)

- Mestral de Saint-Saphorin, Armand François Louis de (1738–1805), Schweizer Diplomat
- Mestral, George de (1907–1990), Schweizer Ingenieur, Erfinder des Klettverschlusses
- Mestral, Patrice (* 1945), französischer Komponist und Dirigent
- Mestrallet, Gérard (* 1949), französischer Manager
- Mestre Bimba (1899–1974), brasilianischer Capoeirista
- Mestre Descals, Alejandro (1912–1988), spanischer Ordensgeistlicher, Koadjutorerzbischof von La Paz
- Mestre Miret, Josep Maria (1918–2002), katalanischer Komponist
- Mestre, Corina (1954–2024), kubanische Theater und TV-Schauspielerin sowie Schauspiellehrerin
- Mestre, Daniel (* 1986), portugiesischer Straßenradrennfahrer
- Mestre, Gabriel Antonio (* 1968), argentinischer Geistlicher, römisch-katholischer Erzbischof von La Plata
- Mestre, Harold (* 1968), kolumbianischer Boxer im Bantamgewicht
- Mestre, Jeannine (* 1947), spanische Schauspielerin
- Mestre, Philippe (1927–2017), französischer Politiker und Schriftsteller
- Mestre, Rafael de (* 1963), spanischer Unternehmer und mehrfacher Weltumrunder
- Mestre, Ramón Javier (* 1972), argentinischer Politiker, Bürgermeister von Córdoba (Argentinien)
- Mestre, Ricardo (* 1983), portugiesischer Radrennfahrer
- Mestre, Ulrich del (* 1939), deutscher Drehbuchautor, Schauspieler und Dramaturg
- Mestre-Ferreras, Audrey (1974–2002), französische Apnoetaucherin und mehrfache Weltrekordhalterin
- Mestres i Oñós, Apel·les (1854–1936), katalanischer Zeichner, Musiker und Schriftsteller
- Mestres i Quadreny, Josep Maria (1929–2021), katalanischer Komponist
- Mestres, Fulgenci (* 1965), spanischer Schauspieler, Artist und Zirkusclown
- Mestrezat, Jean (1592–1657), schweizerisch-französischer protestantischer Kontroverstheologe und Autor
- Mestri, Guido del (1911–1993), italienischer Kardinal der römisch-katholischen Kirche
- Mestril Vega, Mario Eusebio (* 1940), kubanischer Geistlicher, Bischof von Ciego de Ávila
- Mestrini, Freek (* 1946), niederländischer Komponist und Musiker
- Mestrino, Niccolò (1748–1789), italienischer Violinist und Komponist
- Mestrius Florus, Lucius, römischer Senator und Konsul
- Mestrius Severus, Titus, römischer Offizier (Kaiserzeit)
- Meštrović, Ivan (1883–1962), US-amerikanischer Bildhauer und Professor der Bildhauerei an der University of Notre Dame in South Bend, IndianaIvan Meštrović (1883–1962)

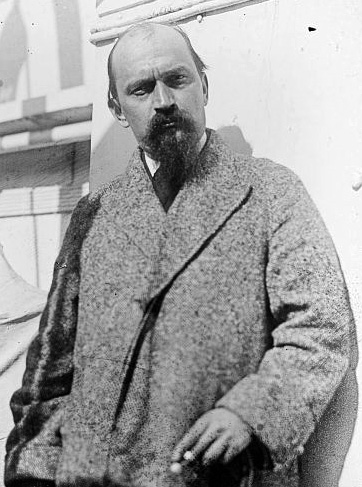
Ivan Meštrović (1883–1962)

- Mestrovic, Toni (* 2000), österreichischer Fußballspieler
- Mestrovich, Stelvio (* 1948), italienischer Schriftsteller, Musikwissenschaftler, Dichter und Literaturkritiker
- Mestrum, Daniel (* 1993), deutscher Handballspieler
- Mestschjan, Arthur (* 1949), armenischer Architekt, Komponist und Sänger
- Mestwerdt, Wilhelm (* 1961), deutscher Jurist
- Mestwin I., Herzog von Pommerellen
- Mestwin II. († 1294), Herzog von Pommerellen

### Mesu
- Mesure, Charles (* 1970), neuseeländischer SchauspielerCharles Mesure (* 1970)

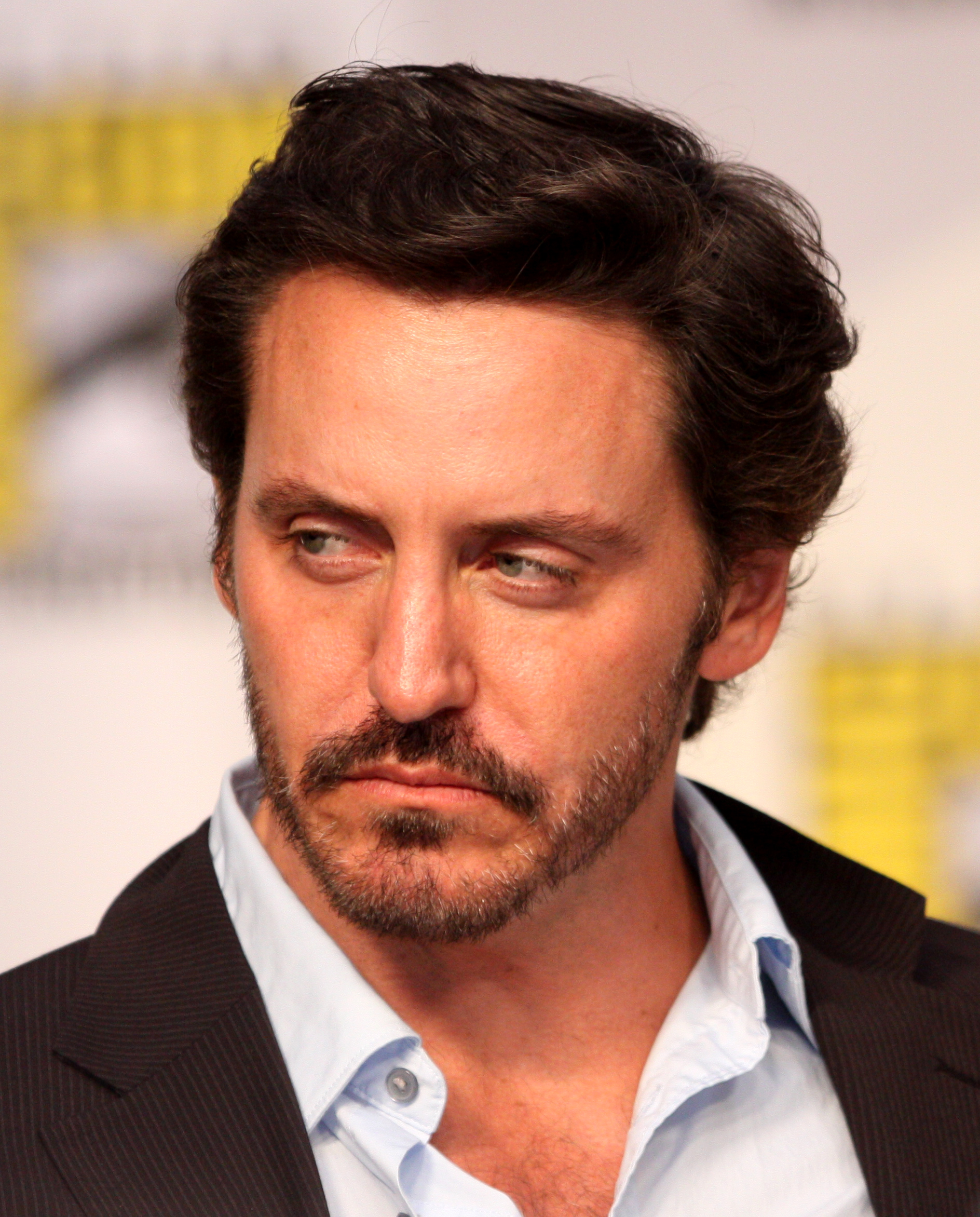
Charles Mesure (* 1970)

- Mesure, Marina (* 1989), französische Politikerin
- Mesurier, John Le (1912–1983), britischer Schauspieler

### Mesz
- Mészáros, Alajos (* 1952), slowakischer Politiker, MdEP
- Mészáros, Andor (1900–1972), ungarisch-australischer Architekt, Bildhauer und Medailleur
- Mészáros, András (* 1941), ungarischer Radrennfahrer
- Meszároš, Andrej (* 1985), slowakischer Eishockeyspieler
- Mészáros, Anett (* 1987), ungarische Judoka
- Mészáros, Erika (* 1966), ungarische Kanutin
- Mészáros, Ervin (1877–1940), ungarischer Fechter
- Meszaros, Gabor (* 1963), Schweizer Fagottist und Lehrer
- Mészáros, György (1933–2015), ungarischer Kanute
- Mészáros, György (* 1984), ungarischer Dirigent
- Mészáros, István (1930–2017), ungarischer politischer Philosoph
- Mészáros, Lázár (1796–1858), ungarischer Kriegsminister
- Mészáros, Lőrinc (* 1966), ungarischer Bau- und MedienunternehmerLőrinc Mészáros (* 1966)

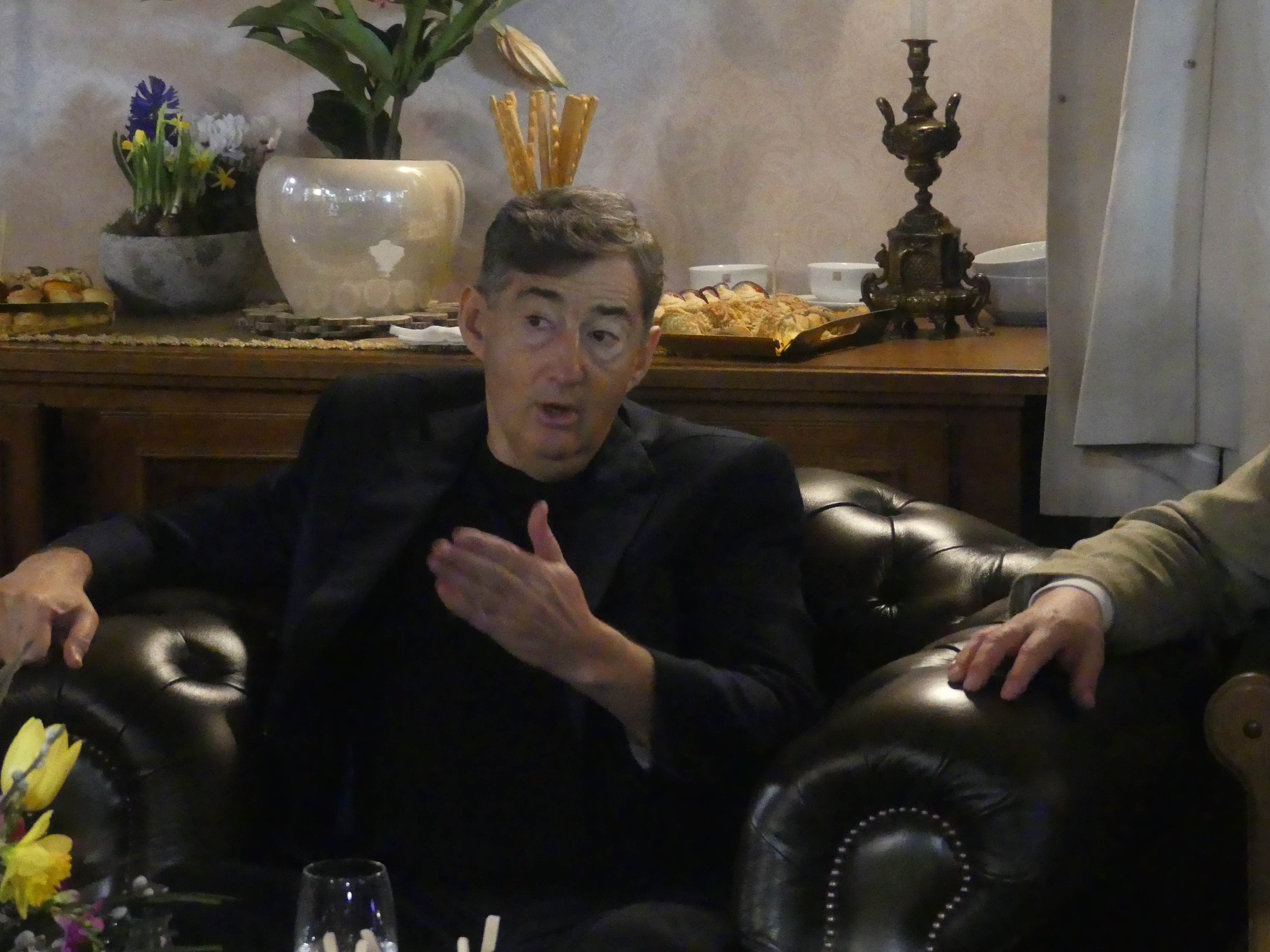
Lőrinc Mészáros (* 1966)

- Mészáros, Márta (* 1931), ungarische Filmregisseurin
- Mészáros, Maximilian (* 1998), deutscher Degenfechter
- Meszaros, Michael (* 1945), australischer Bildhauer und Medailleur
- Meszaros, Michu (1939–2016), ungarischer Schauspieler
- Mészáros, Norbert (* 1980), ungarischer Fußballspieler
- Mészáros, Peter (* 1943), US-amerikanischer Astrophysiker
- Meszéna, Miklós (1940–1995), ungarischer Säbelfechter
- Meszerics, Tamás (* 1964), ungarischer Politiker
- Meszlényi, Gyula (1832–1905), römisch-katholischer Bischof von Satu Mare
- Meszlényi, Zoltán Lajos (1892–1951), römisch-katholischer ungarischer Geistlicher und Seliger
- Meszoely, Charles A. M. (1933–2020), ungarisch-US-amerikanischer Paläontologe, Parasitologe und Biologe
- Mészöly, Kálmán (1941–2022), ungarischer Fußballspieler und -trainer
- Mészöly, Miklós (1921–2001), ungarischer Schriftsteller
- Meszynski, Irina (* 1962), deutsche Leichtathletin